# STS-134

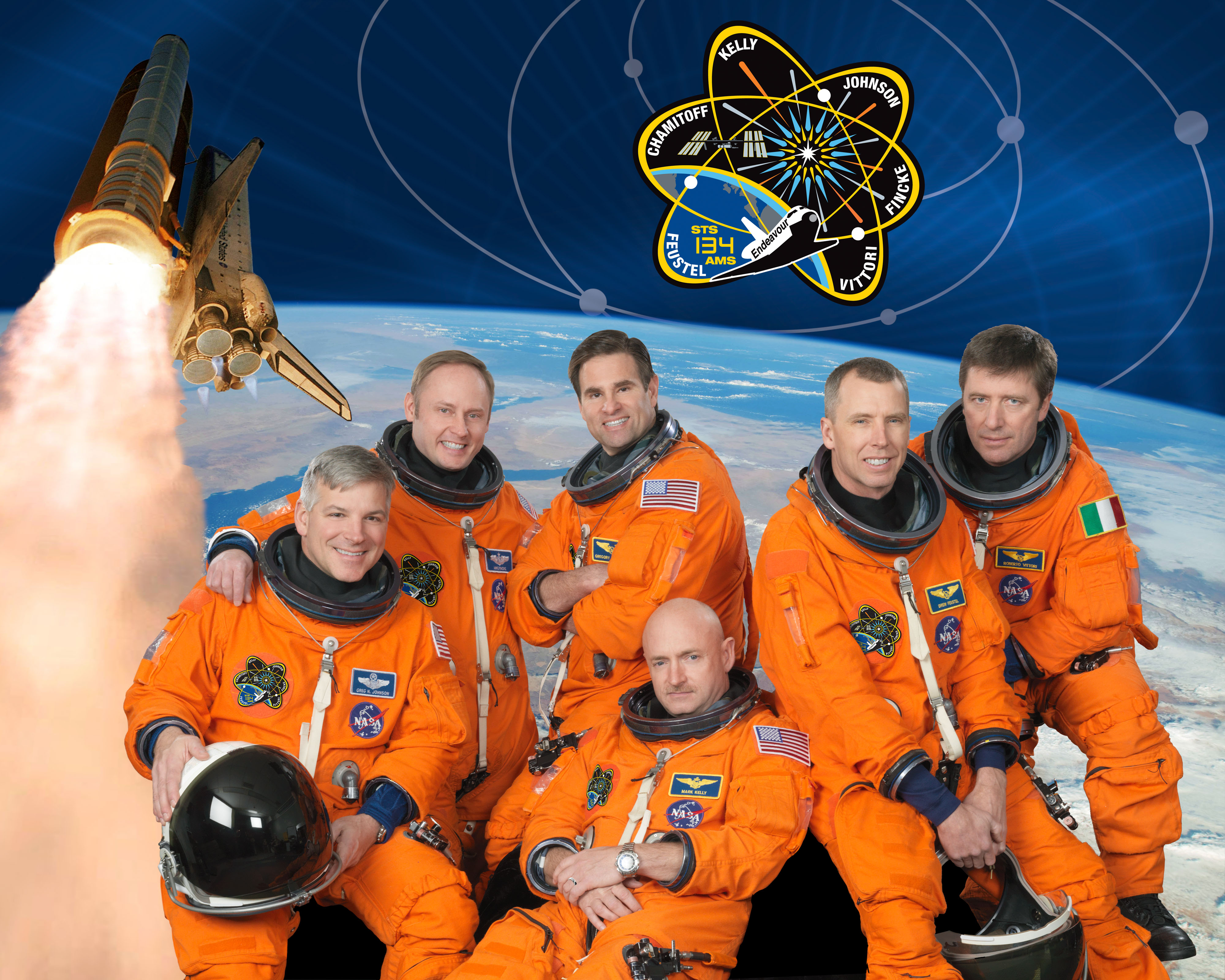
Екіпаж STS-134:Попереду командир Марк Келлі, ззаду зліва направо: Джонсон, Фінк, Шамітофф, Ф'юстел, Вітторіо

STS-134 — космічний політ шатла «Індевор» за програмою «Спейс Шаттл». Це останній політ шатла «Індевор» і передостанній політ шатла за програмою «Спейс Шаттл». Під час 14-денної місії «Індевор» доставив альфамагнітний спектрометр AMS та запасних частин, у тому числі два S-діапазону антен зв'язку, газовим балоном високого тиску і додаткових запасних частин для Декстр. Це була 36-та місія шатла до Міжнародної космічної станції.

## Екіпаж
- Марк Келлі (4-й космічний політ), командир екіпажу
- Грегорі Джонсон (2), пілот
- Ендрю Ф'юстел (2), фахівець польоту
- Майкл Фінк (3), фахівець польоту
- Грегорі Шамітофф (2), фахівець польоту
- Роберто Вітторіо (Італія), (3), фахівець польоту

## Виходи у відкритий космос
Під час польоту було здійснено чотири виходи у відкритий космос.
- Вихід 1 — «Ф'юстел і Шамітофф»
- Цілі: зняття експериментальних зразків, установка нових зразків, установка перехідників на трубопроводах охолоджувача і установка комунікаційних антен.
- Початок: 20 травня 2011 року — 7:10 UTC
- Закінчення: 20 травня 2011 року — 13:29 UTC
- Тривалість: 6 годин 19 хвилин

Це 156-й вихід у космос пов'язаний з МКС.
- Вихід 2 — «Ф'юстел і Фінк»
- Цілі: Перекачування аміаку в радіатор системи охолодження, обслуговування механізмів обертання панелі сонячних батарей.
- Початок: 22 травня 2011 року — 6:05 UTC
- Закінчення: 22 травня 2011 року — 14:12 UTC
- Тривалість: 8 годин 7 хвилин

Це 157-й вихід у космос пов'язаний з МКС.
Це 5-й вихід у космос для Фьюстелу і 7-й вихід для Фінка.
- Вихід 3 — «Ф'юстел і Фінк»
- Цілі: Підключення кабелів до антен бездротового зв'язку, установка коннектора на модулі «Зоря».
- Початок: 25 травня 2011 року — 5:43 UTC
- Закінчення: 25 травня 2011 року — 12:37 UTC
- Тривалість: 6 годин 54 хвилини

Це 158-й вихід у космос пов'язаний з МКС.
Це 6-й вихід у космос для Фьюстелу і 8-й вихід для Фінка.
- Вихід 4 — «Фінк і Шамітофф»
- Цілі: Перенесення і установка подовжувача маніпулятора шатла на фермової конструкції станції.
- Початок: 27 травня 2011 року — 4:15 UTC
- Закінчення: 27 травня 2011 року — 11:39 UTC
- Тривалість: 7 годин 24 хвилини

Це 159-й вихід у космос пов'язаний з МКС.
Це 9-й вихід у космос для Фінка і 2-й вихід для Шамітофф.
Загальна тривалість чотирьох виходів у відкритий космос склала 28 годин 44 хвилини.

## Мета

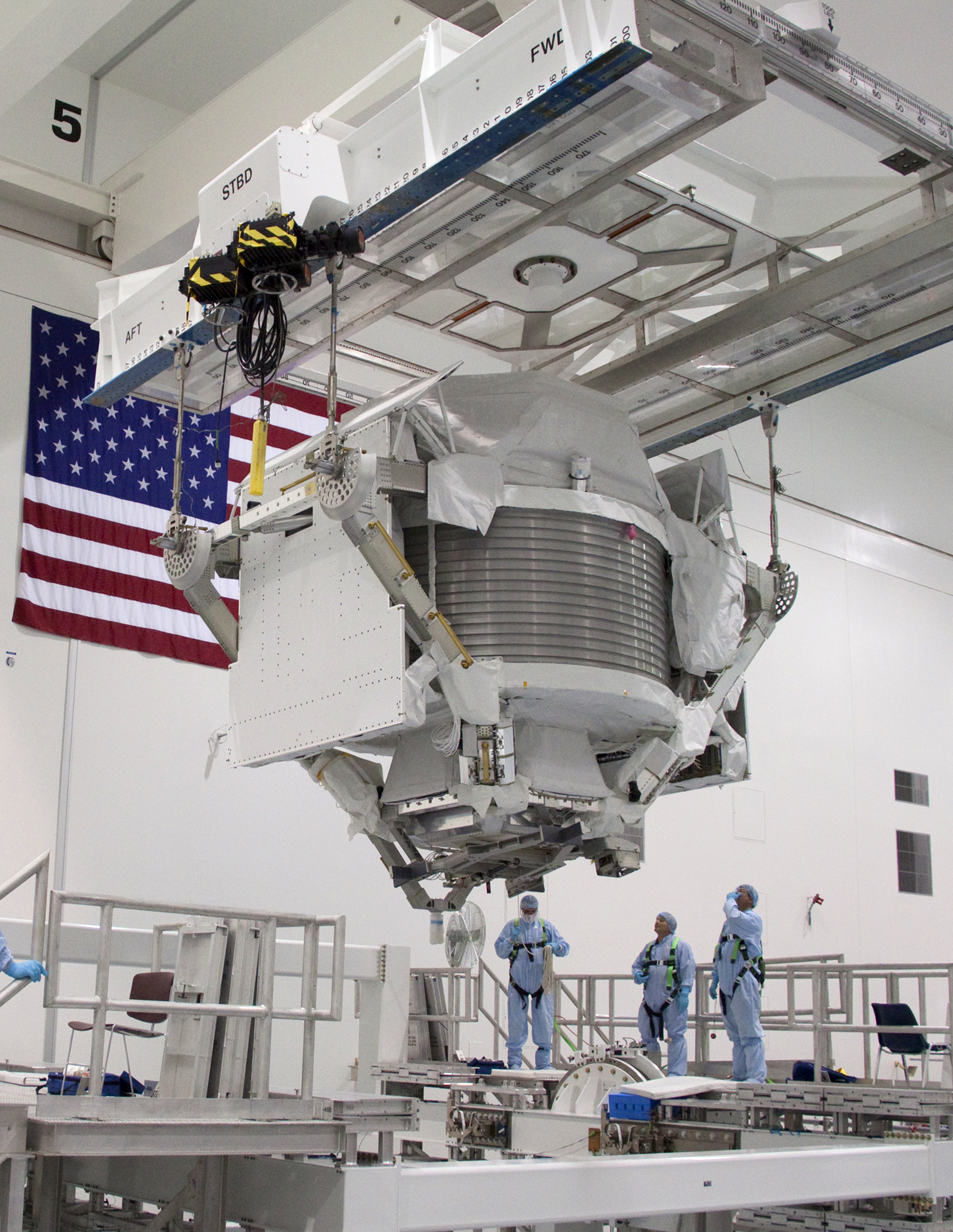
Підготовка Магнітного альфа — спектрометра до польоту

Доставка на Міжнародну космічну станцію і установка Магнітного альфа-спектрометра (магнітного альфа-спектрометра AMS). Магнітний альфа-спектрометр буде встановлений на фермової конструкції станції. Він призначений для дослідження елементарних частинок космічного випромінювання, з метою перевірки фундаментальних гіпотез будови матерії і походження всесвіту.
У вантажному відсіку шатла встановлена транспортна платформа (Експрес Логістика Carrier 3, ELC-3), на якій встановлені комплект експериментальних матеріалів 8 (Матеріали з Міжнародної космічної станції експеримент 8, MISSE 8), морозильна камера (GLACIER морозильна камера), додаткове обладнання для робота Декстр, дві антени S діапазону, балон з газом високого тиску, запасний бак з аміаком та тестове обладнання для системи стикування «Оріон».
У вантажному відсіку «Індевора» перебували також чотири комплекти приладів міністерства оборони США: Мауї, SEITI Рембо- 2 і SIMPLEX.
На землю будуть повернений комплект експериментальних матеріалів 7 (Матеріали з Міжнародної космічної станції експеримент 7, MISSE 7), який був доставлений на станцію шатлом «Атлантіс» STS-129 у листопаді 2009 року.

## Підготовка до польоту

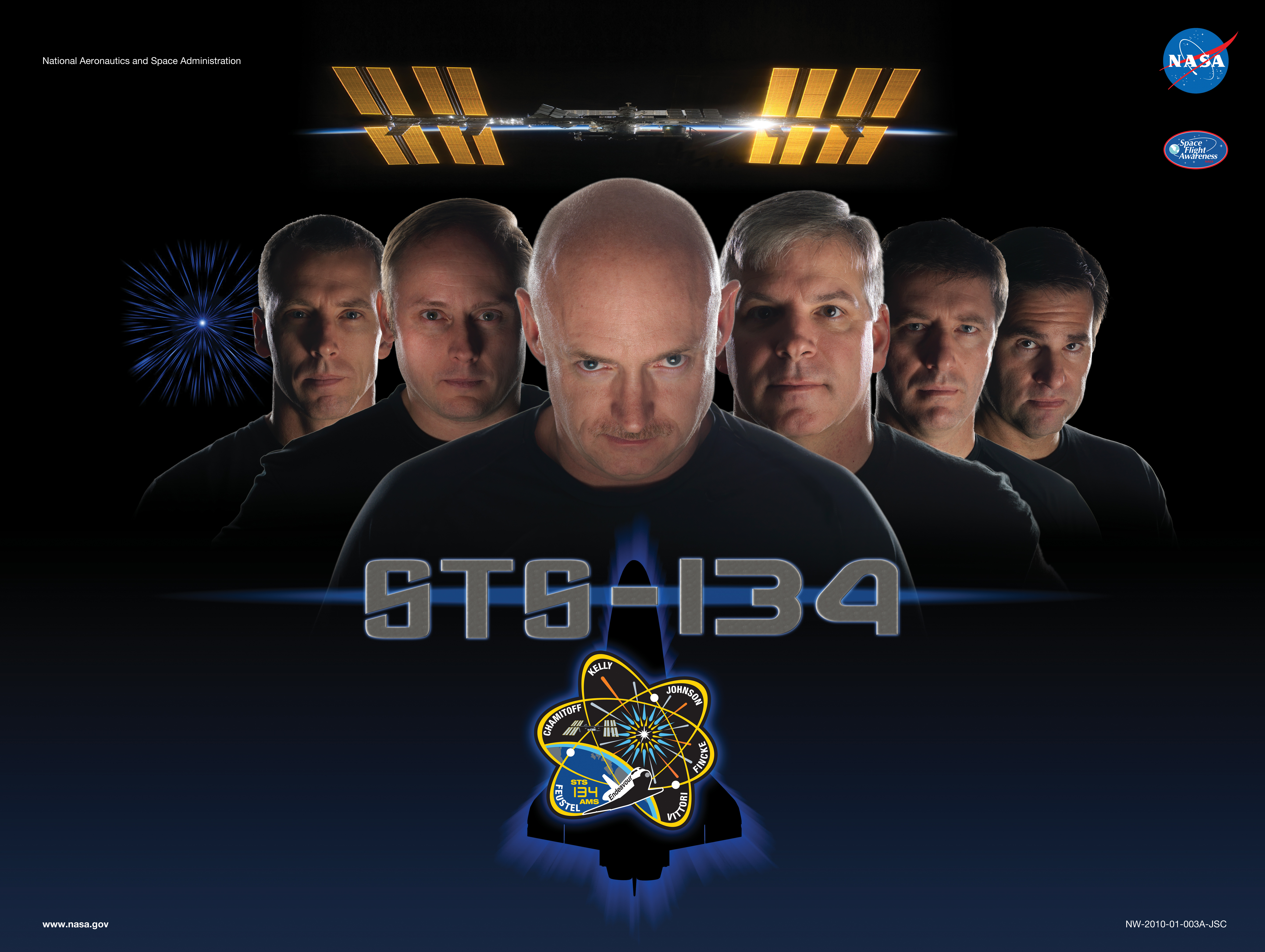
Плакат місії, створений на основі постера до фільму Star Trek

### 2009
- 11 серпня 2009 року був названий екіпаж місії «Індевор» STS-134. Командиром корабля названий Марк Келлі, пілотом — Грегорі Джонсон, фахівці польоту — Майкл Фінк, Грегорі Шамітофф, Ендрю Ф'юстел і астронавт з Італії Роберто Вітторіо. Марк Келлі здійснив три космічних польоти (STS-108, STS-121 і STS-124). Грегорі Джонсон зробив політ у 2008 році на шатлі STS-123. Ендрю Ф'юстел здійснив свій перший політ у травні 2009 року на шатлі STS-125.

Грегорі Шамітофф — учасник 17-ї експедиції МКС. Майкл Фінк був учасником двох експедицій МКС (9 і 18). Обидва рази він літав на російських кораблях «Союз» («Союз ТМА-4», «Союз ТМА-13»). Фінк вперше вирушає у космос на шатлі. Італійський астронавт Роберто Вітторіо також двічі літав у космос на російських «Союзах» («Союз ТМ-34», «Союз ТМА-6»). Також як і Фінк він вперше вирушає в космос на шатлі
Перед цим польотом сумарна тривалість перебування в космосі Майкла Фінка становила 373 доби 23 години 19 хвилин. Це був третій час серед американських астронавтів. Найбільша сумарна тривалість перебування в космосі було у Пеггі Уїтсон — 376 діб 17 годин 22 хвилини. Другий час був у Майкла Фоулі — 373 діб 23 години 19 хвилин. Після цього польоту Майкл Фінк переміщається на перше місце — більш 387 діб.

### 2010 рік
- 26 квітня 2010 року старт «Індевора» STS-134 перенесений на середину листопада. Основним завданням місії є доставка і встановлення на МКС Магнітного альфа — спектрометра. Саме через неготовність Магнітного альфа — спектрометра, НАСА змушене було перенести старт «Індевора» на листопад. За новим графіком Магнітний альфа — спектрометр повинен бути доставлений у Космічний центр імені Кеннеді для безпосередньої підготовки до польоту в серпні 2010 року. Спочатку старт «Індевора» був запланований на 29 липня о 11:51 за Гринвічем, це був би передостанній політ за програмою Космічний човник. Останнім польотом мав бути політ «Діскавері» STS-133, старт якого призначений на 16 вересня 2010 року. За новим графіком останнім польотом за програмою Космічний човник стає політ «Індевор» STS-134. Сприятливий для старту «Індевора» вікно — з 8 по 25 листопада. У цей час можуть виникнути проблеми з накладенням стартів до МКС. На 26 листопада призначено відбування трьох членів екіпажу МКС на кораблі «Союз ТМА-19», а на 10 грудня призначений старт наступного екіпажа. Наступні вікна для старту «Індевора»: з 15 грудня і з 4 січня по 20 січня 2011 року. Рішення про дату старту «Індевора» буде прийнято влітку, залежно від готовності альфа-спектрометра.
- 1 липня 2010 року старт місії «Індевор» STS-134 перенесений з 26 листопада 2010 року на 26 лютого 2011 року о 21:19. Перенесення старту пов'язаний із збільшенням часу на підготовку до польоту магнітного спектрометра, який має бути встановлений на МКС.
- 1 жовтня 2010 року старт шатла «Індевор» STS-134, який планувався на 26 лютого 2011 року в 21 годину 19 хвилин за Гринвічем, перенесений на 27 лютого 2011 року на 20:38. Перенесення старту шатла викликаний, у свою чергу, перенесенням запуску другого європейського вантажного корабля «Йоганн Кеплера». Запуск корабля «Йоганн Кеплер» планувався на грудень 2010 року, але компанія Аріанеспас, яка здійснює запуски з космодрому Куру, віддала перевагу запуску в грудні 2010 року комерційного супутника, і перенесла старт корабля «Йоганн Кеплер» на 15 лютого 2011 року. Згідно з планом польоту корабель «Йоганн Кеплер» повинен пристикуватися до МКС 26 лютого 2011 року. Тому, щоб не трапилося можливих колізій, старт шатла зрушать на добу вперед. Відповідно до нового плану, «Індевор» повинен пристикуватися до МКС 1 березня і повернутися на землі, 9 березня 2011 року.
- 3 грудня 2010 року старт шатла «Індевор» STS-134, який планувався на 27 лютого о 20:38, переноситься на 1 квітня 2011 року о 7:16 за Гринвічем. Зрушення старту викликаний перенесенням старту шатла «Діскавері» STS-133 з грудня 2010 року на 3 лютого 2011 року.
- 29 грудня 2010 року. Станом на кінець грудня 2010 року, шатл «Індевор», попередня дата старту якого з місією STS-134 призначена на 1 квітня, повинен бути перевезений з ангара в будівлю вертикальної збірки 8 лютого 2011, і на стартовий майданчик — 17 лютого. Реалізація цього плану залежить від успішності робіт з підготовки та запуску шатла «Діскавері» STS-133, який перебуває в будівлі вертикальної збірки, і старт якого призначений на 3 лютого 2011 року[2].

### 2011 рік
- 6 січня. Через триваючого ремонту зовнішнього паливного бака старт шатла «Дискавері» STS-133 перенесений з 3 лютого на кінець лютого. Це викликало також перенесення старту «Індевора» з першого квітня на (орієнтовно) 28 квітня. Точна дата старту буде названа 13 січня на засіданні керівництва програмою «Спейс Шаттл» у космічному центрі імені Джонсона в Х'юстон[3].
- 8 січня була важко поранена в голову член Конгресу США Габріель Гіффордс — дружина командира екіпажу шатла «Індевор» Марка Келлі. Якийсь Джаред Лофнер відкрив стрілянину на зустрічі з виборцями в торговому центрі в Тусон, штат Аризона. У результаті замаху, за попередніми даними, шестеро людей убито і дванадцять поранено. Габріель Гіффордс, як і інші поранені, були доставлені до травматологічного центр університету штату Аризона. Як сказав представник центру Петер Рии (Пітер Рі), Гіффордс отримала наскрізне поранення в голову і, що після проведеної операції, є надія на одужання. Марк Келлі відразу вилетів з Х'юстон, де він проходить підготовку до призначеного на квітень польоту «Індевор» STS-134, у Тусон. Про поранення сенатора Гіффордс було також повідомлено брата-близнюка Марка Келлі — Скотту Келлі, який у цей час перебував на МКС як командир екіпажу МКС-26[4].
- 13 січня. Командир екіпажу Марка Келлі залишається в Тусоні, щоб бути поруч зі своєю важко пораненої дружиною Габріель Гіффордс, стан якої залишається критичним. Щоб не переривати підготовку до майбутнього у квітні польоту, Марка Келлі, з наступного тижня (з 17 січня), під час тренувальних занять екіпажу замінить астронавт Фредерік Стеркоу. Марк Келлі вважає правильним, що підготовка екіпажу буде продовжена поки без нього, і він сподівається, незабаром знову повернутися до передпольотного тренувань. Офіційно Келлі залишається командиром екіпажу. Фредерік Стеркоу замінює Келлі поки тільки тимчасово. Менеджери НАСА призначили нові дату та час старту «Індевора» — 19 квітня о 23:48:34 (19:48:34 за часом космодрому), повернення на землю — 3 травня о 18:30. Чотири виходи у відкритий космос плануються на 23, 25, 27 і 29 квітня. Сприятливий для старту «Індевора» вікно триватиме з 19 квітня по 3 травня, за винятком періоду з 23 по 29 квітня, бо на цей період заплановані відбування від станції вантажного корабля «Прогрес» і прибуття та Приєднання наступного корабля «Прогрес». Наступне сприятливе для старту «Індевора» вікно відкриється в середині червня[5].

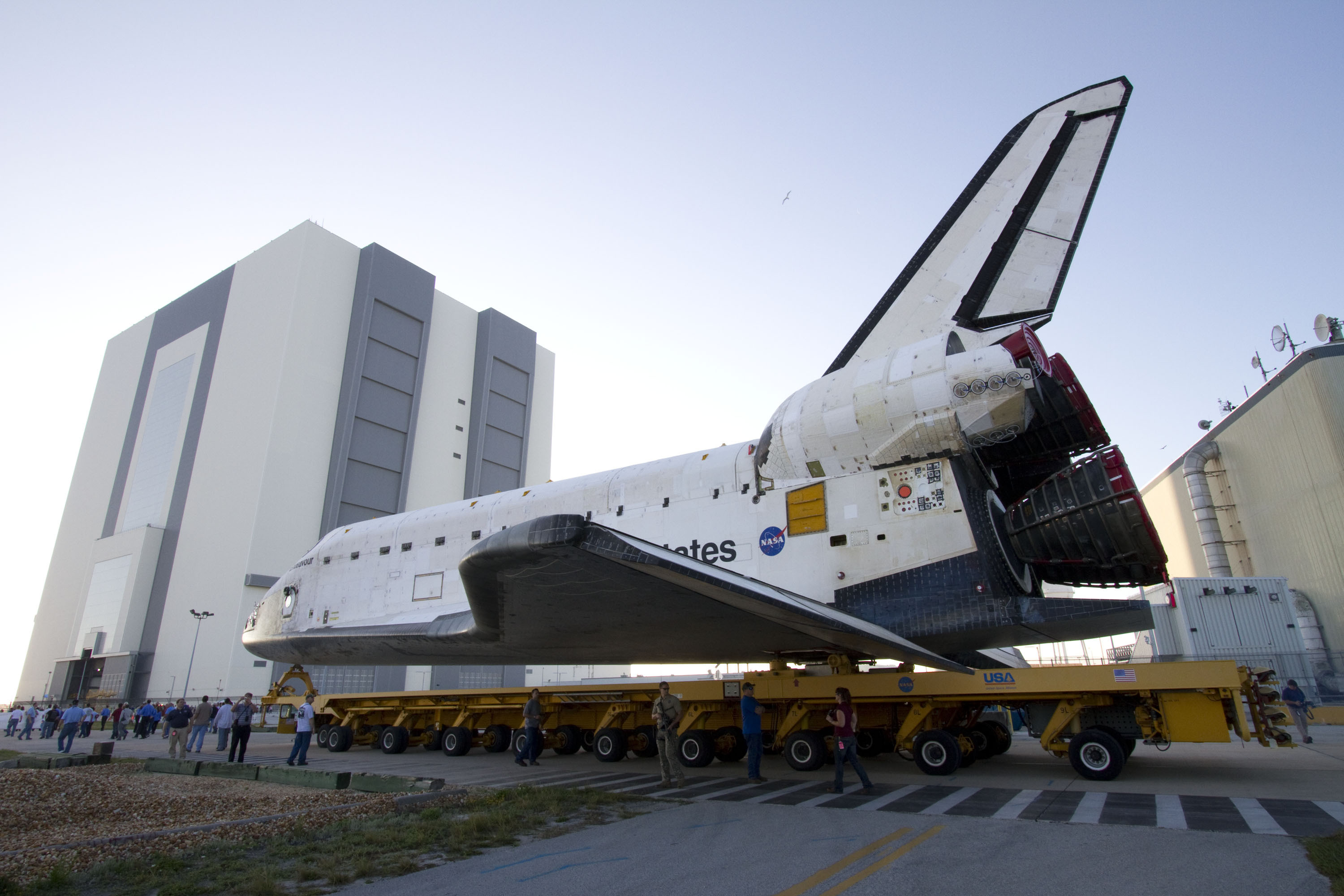
Перевезення «Індевора» в будівлю вертикальної збірки

- 4 лютого на прес-конференції, яка відбулася в космічному центрі імені Джонсона в Х'юстоні, командир екіпажу «Індевора» Марк Келлі оголосив, що з понеділка, 7 лютого, він відновлює підготовку до польоту. З 8 січня Келлі перебував поряд зі своєю дружиною Габріель Гіффордс, яка нині[коли?] проходить реабілітацію в одній з клінік Х'юстона («TIRR Memorial Hermann Hospital»). Келлі не повідомила подробиці про стан Гіффордс, він сказав тільки, що вона досить швидко йде на поправку, що вона все ще не говорить, але реагує на звернення і оточення. Келлі заявив, що його рішення підтримали батьки Гіффордс, її сестра і всі члени сім'ї, і, що він упевнений, що його дружина підтримала б його рішення[6][7].
- 28 лютого шатл «Індевор» був перевезений з ангара в будівлю вертикальної збірки, де він буде з'єднаний із зовнішнім паливним баком ЕТ-122 і твердопаливними прискорювачами. Перевезення «Індевора» на стартовий майданчик спочатку була намічена на 9 березня[8].

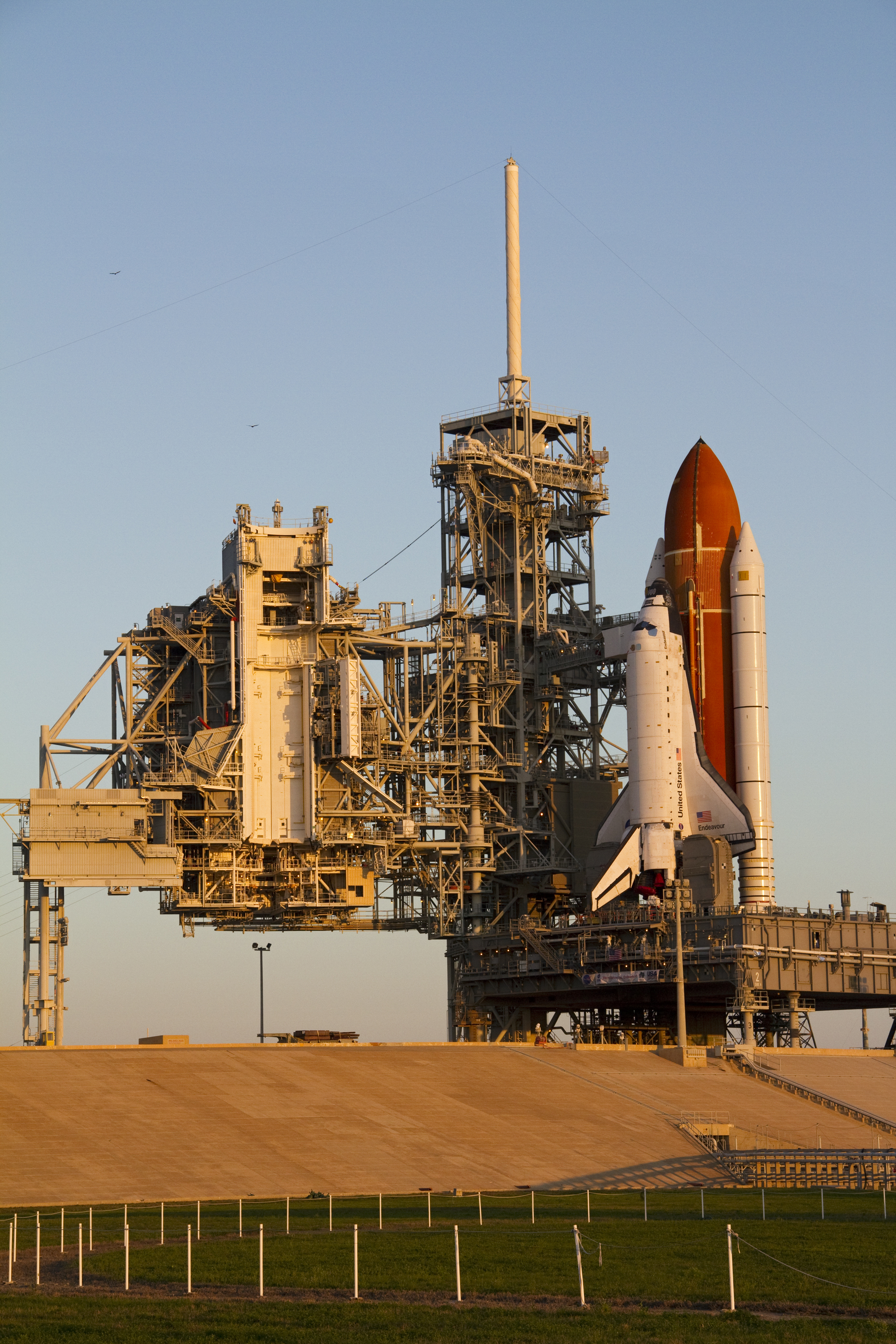
Шаттл «Індевор» на стартовій позиції

- 9 березня перевезення «Індевора» на стартовий майданчик була перенесена на добу і призначена на ввечері, 10 березня[9].
- У ніч з 10 на 11 березня шатл «Індевор» був вивезений на стартовий майданчик 39А для безпосередньої підготовки до старту, призначеного на 19 квітня. З будівлі вертикальної збірки шатл виїхав о 0:56 (11 березня) ночі за Гринвічем (19:56, 10 березня за часом космодрому на мисі Канаверал). Шлях завдовжки 5,5 км шатл подолав майже за вісім годин, і о 8:49 він був встановлений на стартовому майданчику[10].
- 14 березня на стартовому майданчику 39А загинув Джеймс Веновер (Джеймс Д. Вановер), співробітник компанії НВО Космічного Альянсу, яка готує шатл «Індевор» до старту. Джеймс Веновер розбився, зірвавшись з великої висоти. Веноверу було — 53 роки. Інцидент трапився о 7:40 місцевого часу. Цього дня, після трагедії, всі роботи на стартовому майданчику були скасовані[11]. Веновер працював у компанії НВО Космічного Альянсу з 1982 року. У зв'язку із закінченням програми «Космічний човник» і відмовою від програми «Сузір'я», у компанії НВО Космічного Альянсу мають бути великі скорочення. Імовірно, причиною самогубства Джеймса Веновера стала боязнь стати безробітним.
- 23 березня командир екіпажу Марк Келлі відмовився від традиційної передпольотної прес-конференції. Свою відмову він обґрунтував тим, що він передбачає, що на цій прес-конференції всі питання зведуться до його особистих, сімейних справ, пов'язаних зі станом його дружини Габріели Гіффордс, як це сталося 22 березня під час прес-конференції його брата Скотта Келлі, який постав перед кореспондентами після повернення з МКС МКС[12].
- 24 березня Марк Келлі взяв участь у спільній прес-конференції екіпажу «Індевора». Торкаючись своїх особистих справ, Келлі сказав, що він сподівається, що стан його дружини дасть їй змогу бути присутньою на космодромі і спостерігати старт «Індевора»[13].
- 26 березня у вантажний відсік «Індевора» був поміщений контейнер з корисним навантаженням.
- 29 березня для участі в передстартової тренуванні, у Космічний центр імені Кеннеді прибув екіпаж «Індевора». Астронавти прилетіли з Х'юстон а на літаках Т-38. Передстартова тренування призначена на п'ятницю, 1 квітня[14].
- 30 березня о 21:20 над космодромом на мисі Канаверал пройшов шторм з градом, але він не завдав яких пошкоджень шатлу. Невеликі пошкодження від граду отримала оболонка зовнішнього паливного бака. Під час шторму швидкість вітру досягала 79 вузлів[15].
- 4 квітня старт «Індевора» перенесено на 29 квітня о 19:47 за Гринвічем (15:47 за часом космодрому мису Канаверал). Перенесення був обумовлений тим, що на 27 квітня призначений запуск до станції чергового вантажного корабля «Прогрес». Стиковка «Прогресу» зі станцією відбудеться 29 квітня. Якби «Індевор» стартував 19 квітня, як це раніше планувалося, то його спільний з МКС політ тривав би до 1 травня. Щоб уникнути можливих колізій, у той час, коли до станції пристикований шатл, наближення до станції і стиковка інших кораблів не допускається. НАСА не вдалося домовитися з Роскосмосом про перенесенні старту «Прогресу» на пізніший термін. Неможливість перенесення старту корабля «Прогрес» пов'язана з доставкою на станцію наукових експериментів, які залежать від часу. Згідно з новою датою старту, план польоту передбачає стикування 1 травня, 13 травня приземлення, а виходи у відкритий космос відбудуться 3, 5, 7 і 9 травня[16].

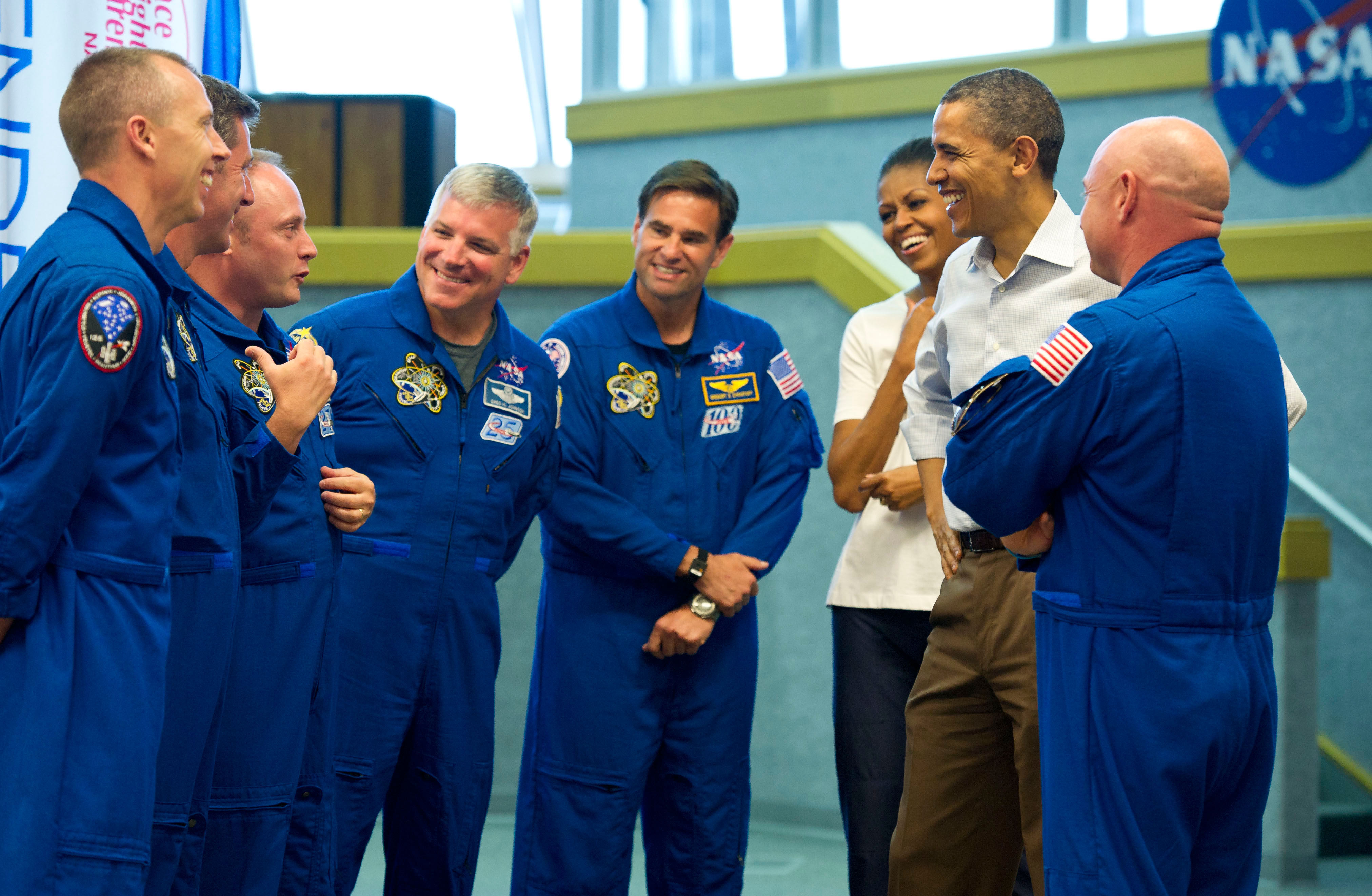
Барак Обама розмовляє з екіпажем «Індевора» 29 квітня 2011

- 20 квітня представники Білого дому підтвердили, що Президент США Барак Обама буде присутній при старті шатлу «Індевор» у Космічним центрі імені Кеннеді. Разом з Обамою будуть також його дружина Мішель та їхні дочки. Останній раз чинний Президент США Білл Клінтон був присутній при старті шатла «Діскавері» STS-95 в жовтні 1998 року. Відповідно до прогнозу, у день старту очікується сприятлива для старту погода з ймовірністю 80 %[17].
- 26 квітня екіпаж «Індевора» прибув до космічний центр імені Кеннеді для безпосередньої підготовки до старту. Астронавти прилетіли з Х'юстон а на літаках Т -38. О 18 годині за Гринвічем почався зворотний передстартовий відлік[18]. Лікарі дозволили Габріеле Гіффордс присутнім при старті шатлу «Індевор», на якому її чоловік і командир екіпажу Марк Келлі вирушить у космос. Гіффордс буде спостерігати старт, перебуваючи на гостьовій трибуні, розташованій у 5,5 км від стартового майданчика. На цій же трибуні буде Президент США Барак Обама зі своє сім'єю, а також члени сімей астронавтів «Індевора». Очікується, що останній старт «Індевора» і передостанній старт шатла на мисі Канаверал спостерігатимуть понад 500 000 глядачів[19].
- 29 квітня була зроблена перша спроба запуску «Індевора». Час старту — 19:47 (15:47 місцевого часу). Згідно з прогнозом, на момент старту в районі космодрому очікувалася мінлива хмарність на висоті 1200 м, вітер північно -східний, швидкість вітру 6 м/с, пориви до 9 м/с, температура 21 °C.

Запасним аеродромом, у разі не виходу шатла на орбіту, був аеродром на військово — повітряній базі Істр у Франції, а також у Сарагосі і Мороні (Іспанія).
Напередодні ввечері (28 квітня) над космодромом пройшов грозовий фронт з блискавками і дощем. Роботи на старті були припинені на чотири години.
О 10:22 почалася заливка рідких кисню і водню в зовнішній паливний бак. О 13:30 заливка палива завершена.
О 14:28 до МКС пристикувався російський вантажний корабель «Прогрес». Шлях для «Індевора» до МКС вільний.
О 16:07 було виявлено несправність двох нагрівачів допоміжної силової установки. О 16:19 ухвалено рішення відкласти старт «Індевора». Для усунення несправності потрібно не менше двох діб. Шаттл обладнаний трьома допоміжними силовими установками, які забезпечують роботу гідравліки. Для безпечного польоту достатньо однієї силової установки, але за правилами НАСА, перед стартом всі три установки повинні бути справними. Оголошено, що друга спроба старту відбудеться не раніше понеділка, 2 травня, о 18:33 за Гринвічем.
Президент США Барак Обама з родиною прилетів до космічний центр імені Кеннеді, як і було заплановано в 18 годин. Президент прибув з району руйнівного торнадо в штаті Алабама. Обама побував в ангарі, у якому оглянув шатл «Атлантіс», який готується до останнього польоту за програмою Космічний човник. Потім Обама попрямував у будівлю центру управління польотом, де зустрівся з астронавтами екіпажу шатла «Індевор» і з членами їх сімей, у тому числі з Габріель Гіффордс. З космічного центру Обама полетів до Маямі.
- 1 травня. Усунення несправності в допоміжній силовій установці зажадало більше часу, ніж розраховували фахівці НАСА. Встановлено, що несправність виникла в блоці управління, який розташований у важкодоступній кормовій частині шатла. Старт «Індевора» відкладається, принаймні, до 8 травня[21].
- 2 травня. Для заміни несправного електронного блоку і подальшого його тестування потрібно додатковий час, тому старт «Індевора» відкладається, принаймні, до 10 травня. Час старту — 15:21 за Гринвічем, стиковка — 12 травня о 12:20, розстикування — 22 травня о 5:15, приземлення — 24 травня о 9:50. Фахівці не виключають, що старт може бути затриманий до 11 травня[22].
- 6 травня. Старт «Індевора» затримується, принаймні, до 16 травня. Інженери НАСА поки не встановили причину виходу з ладу електронного блоку в силовій установці гідравлічній системі шатла. Час старту 16 травня — 12:56 за Гринвічем, стиковка — 18 травня о 10:00, розстикування — 30 травня о 3:00, приземлення — 1 червня о 6:30. На 23 травня призначено повернення трьох космонавтів двадцять сьомого екіпажу МКС на землю. Тобто, отстиковка корабля «Союз ТМА-20», на якому космонавти Дмитро Кондратьєв, Катерина Коулман і Паоло Несполі повинні повернутися на землю, здійснюватиметься в присутності екіпажу «Індевора» на станції. У зв'язку зі складнощами, що виникають при від'їзді «Союзу», вирішено продовжити політ «Індевора» на дві доби, замість 14 діб політ триватиме 16 діб[23][24].
- 9 травня Ремонт «Індевора» закінчено. НАСА офіційно оголосило, що друга спроба старту відбудеться 16 травня о 12:56. Зворотний передстартовий відлік почнеться 13 травня о 11:00[25].
- 12 травня екіпаж «Індевора» повернувся з Х'юстона в космічний центр імені Кеннеді для підготовки до старту 16 травня[26].
- 13 травня в 11 годин за Гринвічем почався зворотний передстартовий відлік. Ймовірність сприятливою для старту погоди в понеділок (16 травня) становить 70 %. Згідно з правилами НАСА під час старту в районі космодрому швидкість вітру не повинна перевищувати 8 м/с вузлів), а хмарність не нижче 2700 м. Такі погодні умови необхідні для безпечного приземлення шатла в разі екстреного переривання польоту[27].

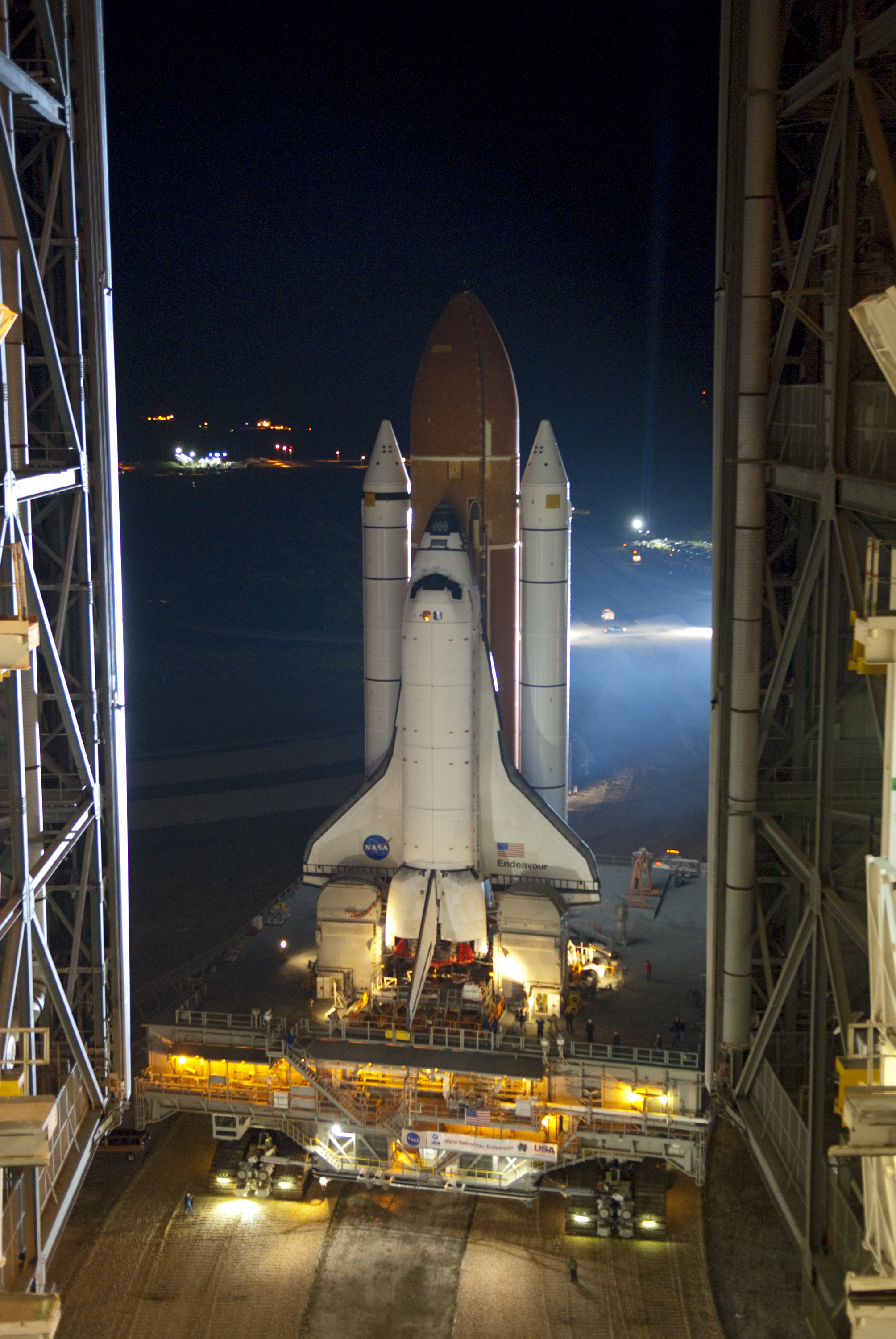
«Індевор» й Будівля вертикальної збірки
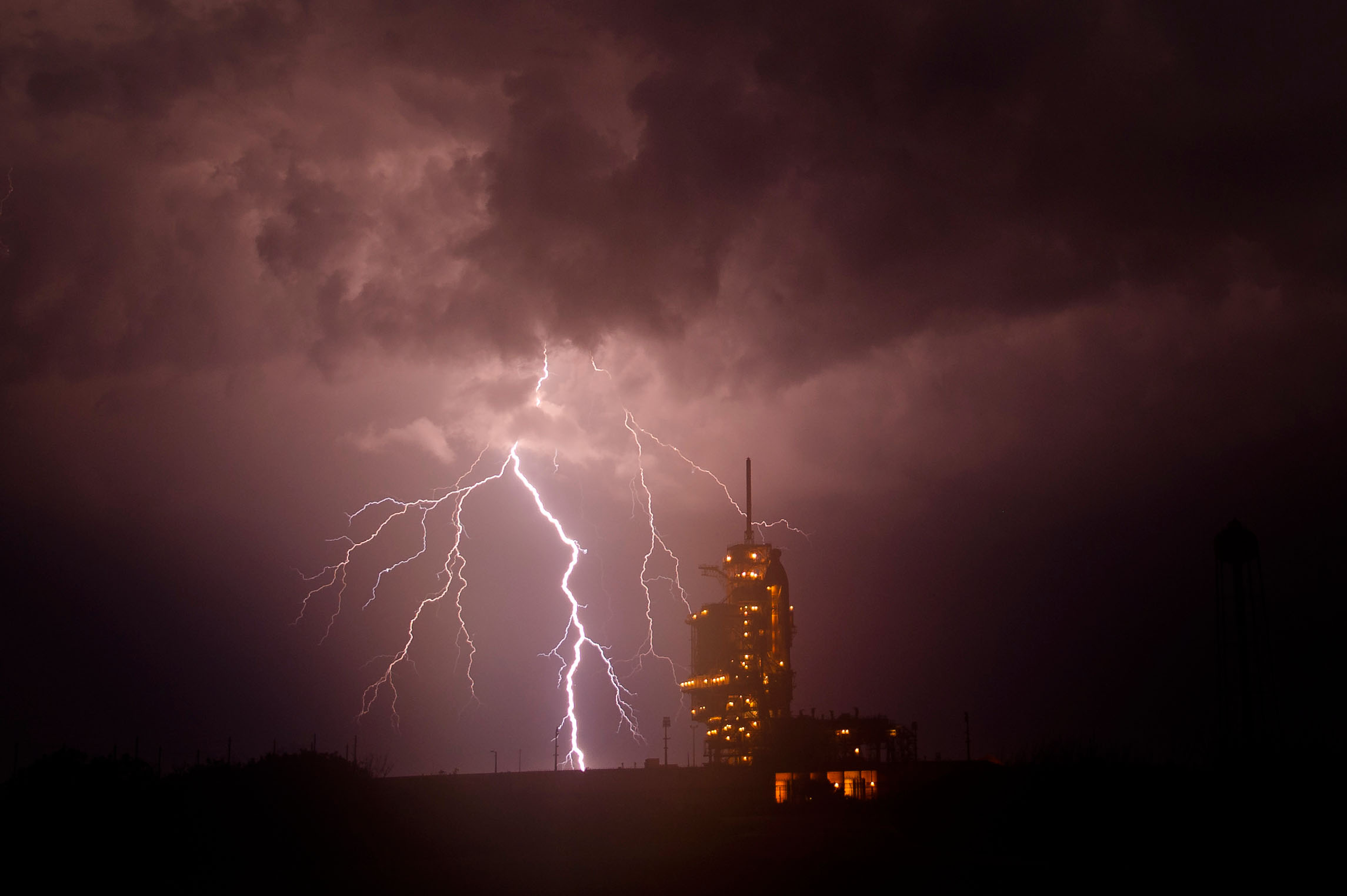
«Індевор» сидить на стартовому майданчику 39A, як буря проходить над 28 квітня 2011.
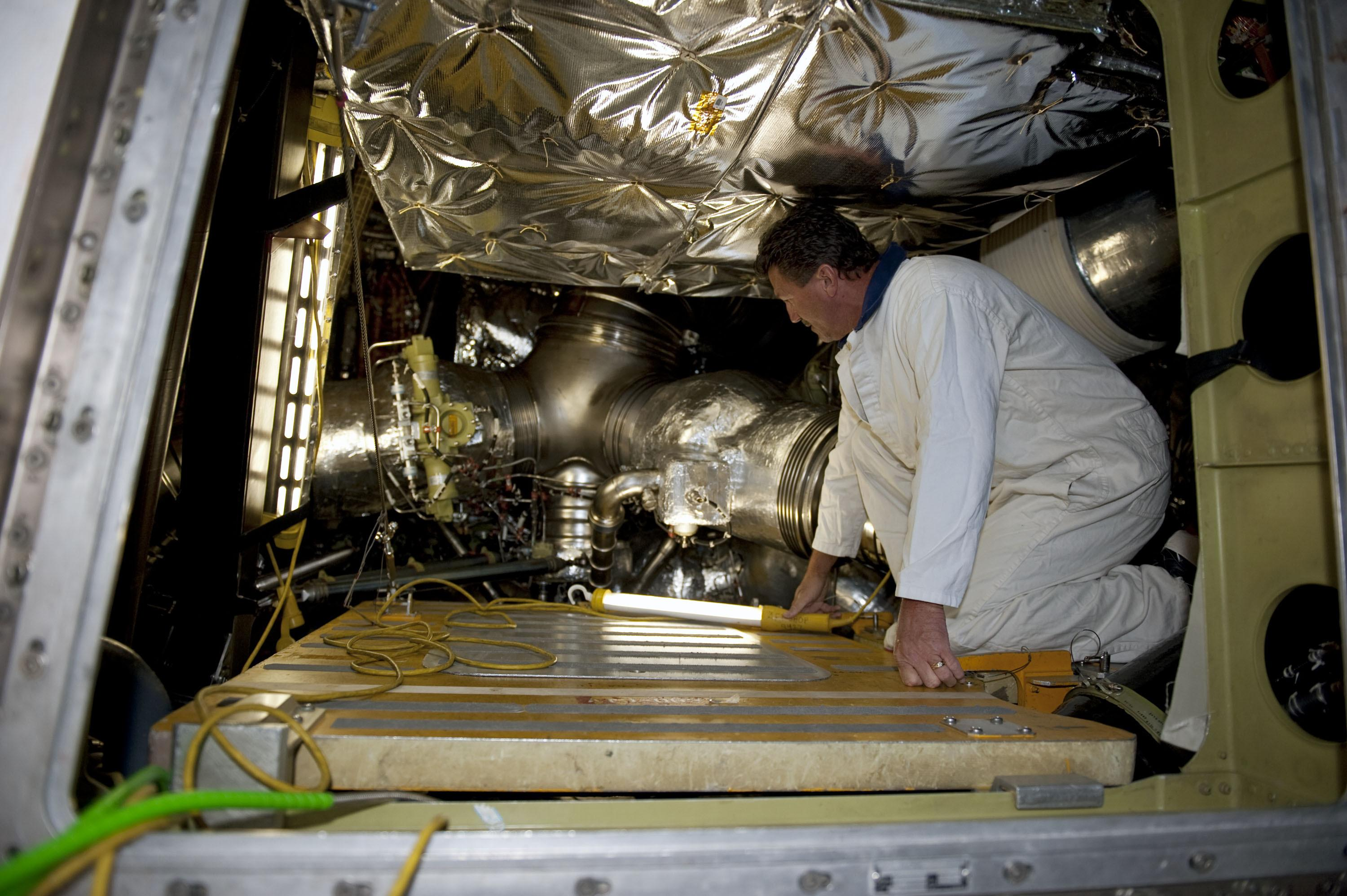
Технік працює, щоб видалити і замінити кормової Асамблею навантаження управління 2.
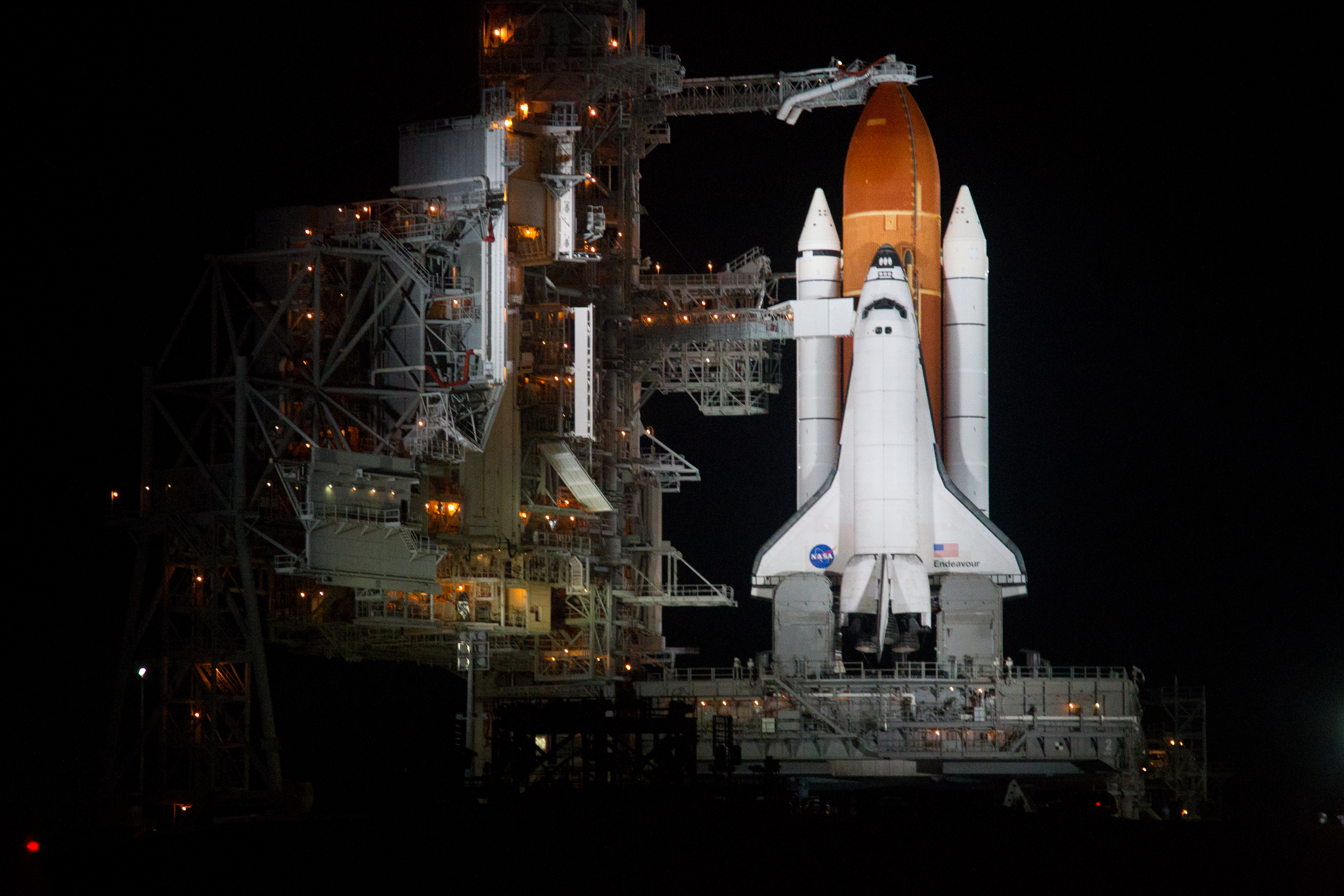
«Індевор» сидить на стартовому майданчику 39A

## Опис польоту

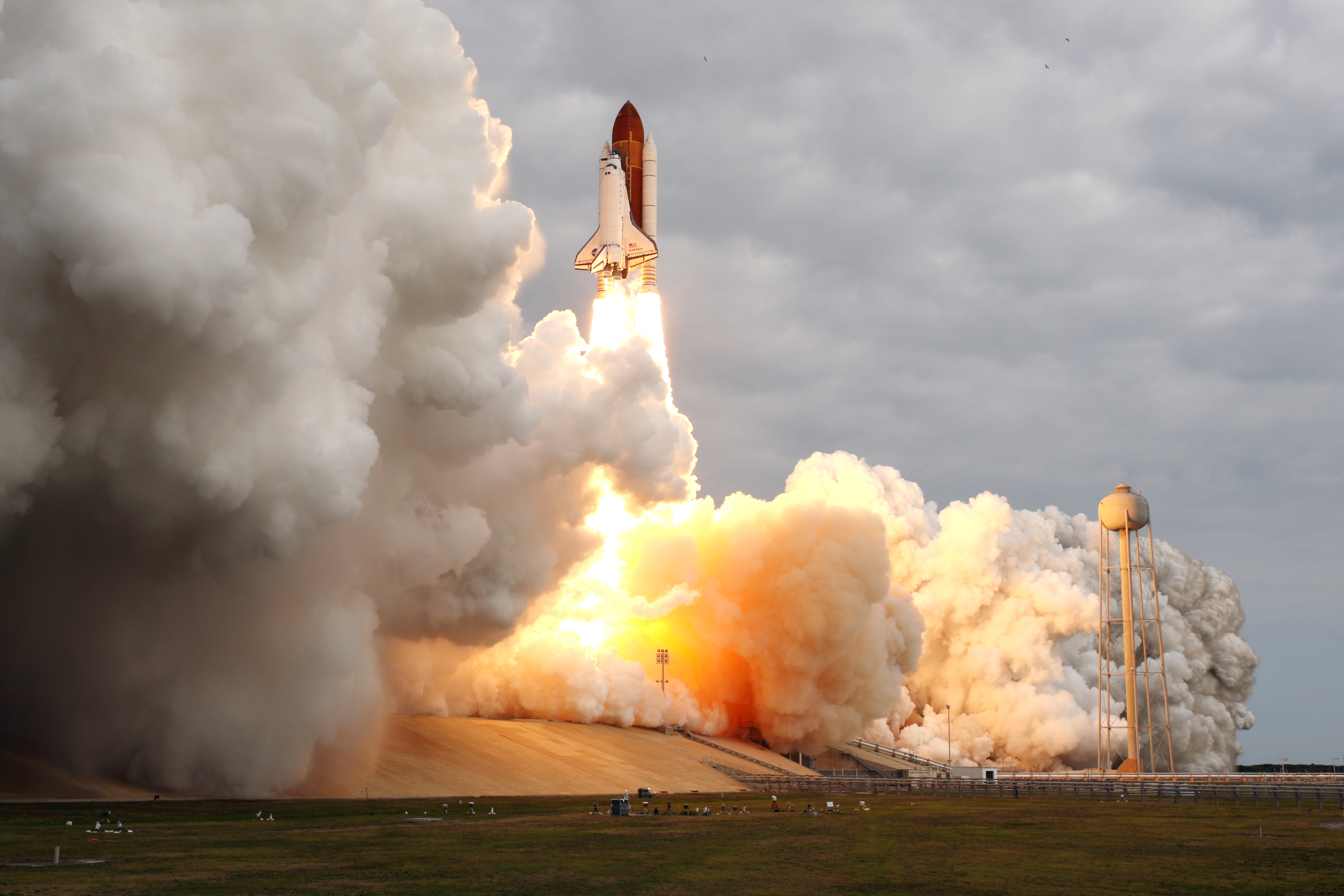
Останній старт «Індевора»

### Старт і перший день польоту
16 травня 12:56 — 16 травня 19:56
- 16 травня о 3:36 почалося закачування рідких кисню і водню в зовнішній паливний бак. Закачування півмільйона галон ів палива тривала близько трьох годин. Зовнішній паливний бак складається з двох частин: у верхню третину займає бак для рідкого кисню, нижні дві третини займає бак для рідкого водню. Обсяг кисневого бака — 540000 л, а водневого — 1457000 л. Температура рідкого кисню — 148 °C, рідкого водню — 217 °C. О 6:36 закачування палива в зовнішній паливний бак була закінчена.

Після закачування палива в зовнішній паливний бак, за допомогою інфрачервоних сканерів були обстежена зовнішня поверхня бака на предмет виявлення льоду і можливих витоків.
Погода на мисі Канаверал була сприятливою для старту «Індевора». Сприятлива погода також була і в районі можливої аварійної посадки шатла в Сарагосі, у районі військово — повітряній базі Морон (Іспанія) — гроза, у районі військово — повітряній базі Істр (Франція) — сильний вітер.
О 9:12 екіпаж «Індевора» у спеціальному автобусі попрямував до стартового майданчика.
О 9:38 астронавти почали розміщуватися в шатлі. Першим у кабіну «Індевора» увійшов командир Марк Келлі, за ним пішли Ендрю Ф'юстел, Грегорі Джонсон, Грегорі Шамітофф, Майкл Фінк і Роберто Вітторіо.
О 10:20 (о 6:20 за місцевим часом) над космодромом зійшло сонце.
О 10:52 закритий люк «Індевора», через який входили астронавти.
На підставі останніх даних про параметри орбіти МКС розраховане тимчасове вікно для старту: 8:55:42 — 9:01:29. Офіційний час старту — 8:56:28.
О 11:45 обслуговчий персонал покинув стартовий майданчик.
О 12:56:28 «Індевор» стартував у свій останній космічний політ. У цей час МКС пролетіла на висоті 354 км (220 миль) над Галіфаксом.
Через 87 секунд після старту «Індевор» перебував на висоті 17,7 км, на відстані 19,3 км від стартового майданчика і віддалявся зі швидкістю 2090 км/год. Через 2 хвилини 10 секунд після старту відстрілу відпрацювали твердопаливні прискорювачі. Через 2 хвилини 30 секунд після старту «Індевор» перебував на висоті 59 км, за 80 км від стартового майданчика і віддалявся зі швидкістю 5150 км/год. Через 4 хвилини після старту «Індевор» пройшов точку неповернення, для випадку аварійної посадки на мисі Канаверал. Через 4 хвилин 30 секунд після старту «Індевор» перебував на висоті 101 км, за 299 км від стартового майданчика і віддалявся зі швидкістю 8850 км/год. Через 7 хвилин 33 секунди після старту «Індевор» перебував на висоті 103 км, за 1000 км від стартового майданчика і віддалявся зі швидкістю 21 700 км/год.
О 13:05 вимкнені двигуни шатла і відстріл зовнішній паливний бак.
«Індевор» вийшов на орбіту з апогеєм 219 км і перигеем 58 км, нахил орбіти 51,6°. Після корекції, яка була проведена через півгодини після старту, параметри орбіти склали: апогей 325 км, перигей 227 км.

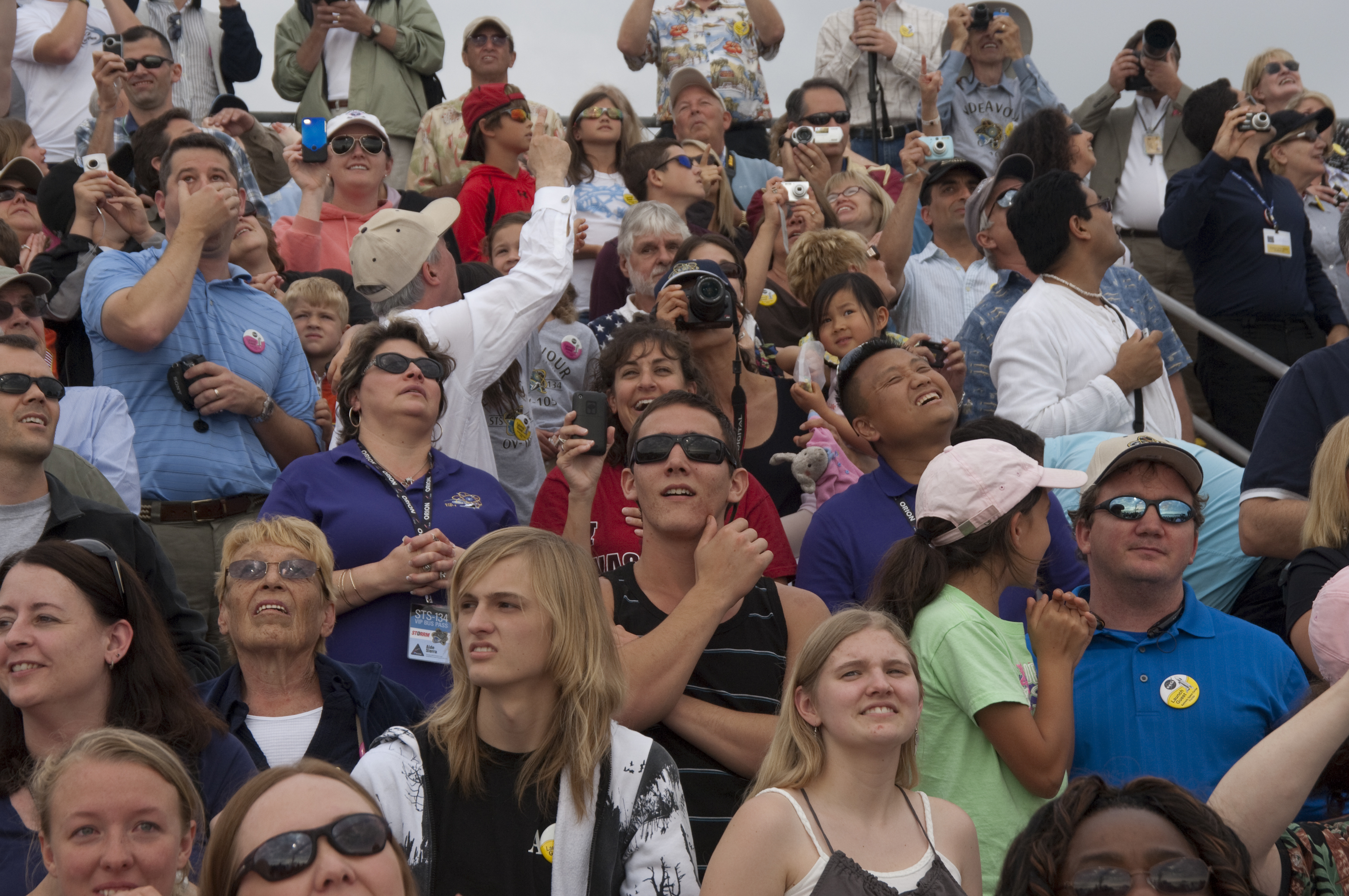
Кілька сотень тисяч глядачів спостерігали за передостаннім стартом шатла

О 14:29 відкритий вантажний відсік шатлу. О 14:38 розкрита антена Ku діапазону. О 1:55 астронавти почали тестувати робот- маніпулятор.
О 15:49 була проведена ще одна корекція орбіти. Після корекції параметри орбіти склали: апогей 330 км, перигей 323 км.
За стартом «Індевора» спостерігала Габріель Гіффордс — дружина командира шатла Марка Келлі. Разом з нею на трибуні, яка розташовується на даху центру управління польотом, був також брат- близнюк Марка Келлі — Скотт Келлі.

### Другий день польоту
17 травня 3:56 — 17 травня 18:56
Астронавти проводили стандартне обстеження теплозахисного покриття шатла за допомогою лазерного сканера і високоразрешающей камери, встановлених на подовжувачі робота- маніпулятора. Маніпулятором управляли Майкл Фінк, Грегорі Джонсон і Роберто Вітторіо.
О 8:27 подовжувач, з укріпленими на ньому лазерним сканером і високоразрешающей камерою, був під'єднаний до маніпулятора шатла. О 9 годині астронавти почали обстеження правого крила шатла. О 10:20 обстеження теплозахисного покриття було продовжено на носі шатла, а з 10:44 — на лівому крилі.
О 12:55 обстеження теплозахисного покриття було закінчено. Знімки, отримані під час обстеження, були передані в центр управління польотом для оцінки стану покриття фахівцями НАСА. О 13:40 подовжувач робота- маніпулятора було повернуто на своє місце у вантажному відсіку шатла. Маніпулятор був підведений до транспортній платформі № 3, яка перебувала у вантажному відсіку шатла.
Астронавти тестували системи шатлу, які задіяні при стикуванні з МКС.
Майкл Фінк і Ендрю Ф'юстел перевіряли скафандри й устаткування для виходу у відкритий космос і готували скафандри для перенесення на МКС.
Протягом дня командир шатла Марк Келлі і пілот Грегорі Джонсон провели дві корекції орбіти «Індевора». Після корекції параметри орбіти склали: апогей 338 км, перигей 325 км.
В кінці дня астронавти розгорнули стикувальний вузол шатла.

### Третій день польоту
18 травня 2:56 — 18 травня 18:56
День стикування з Міжнародною космічною станцією.
О 6:08 була проведена чергова коригування орбіти шатла. Після корекції параметри орбіти склали: апогей 338 км, перигей 333 км. О 7:14 «Індевор» перебував за 20 км від станції. О 7:27 «Індевор» перебував за 15 км від станції.

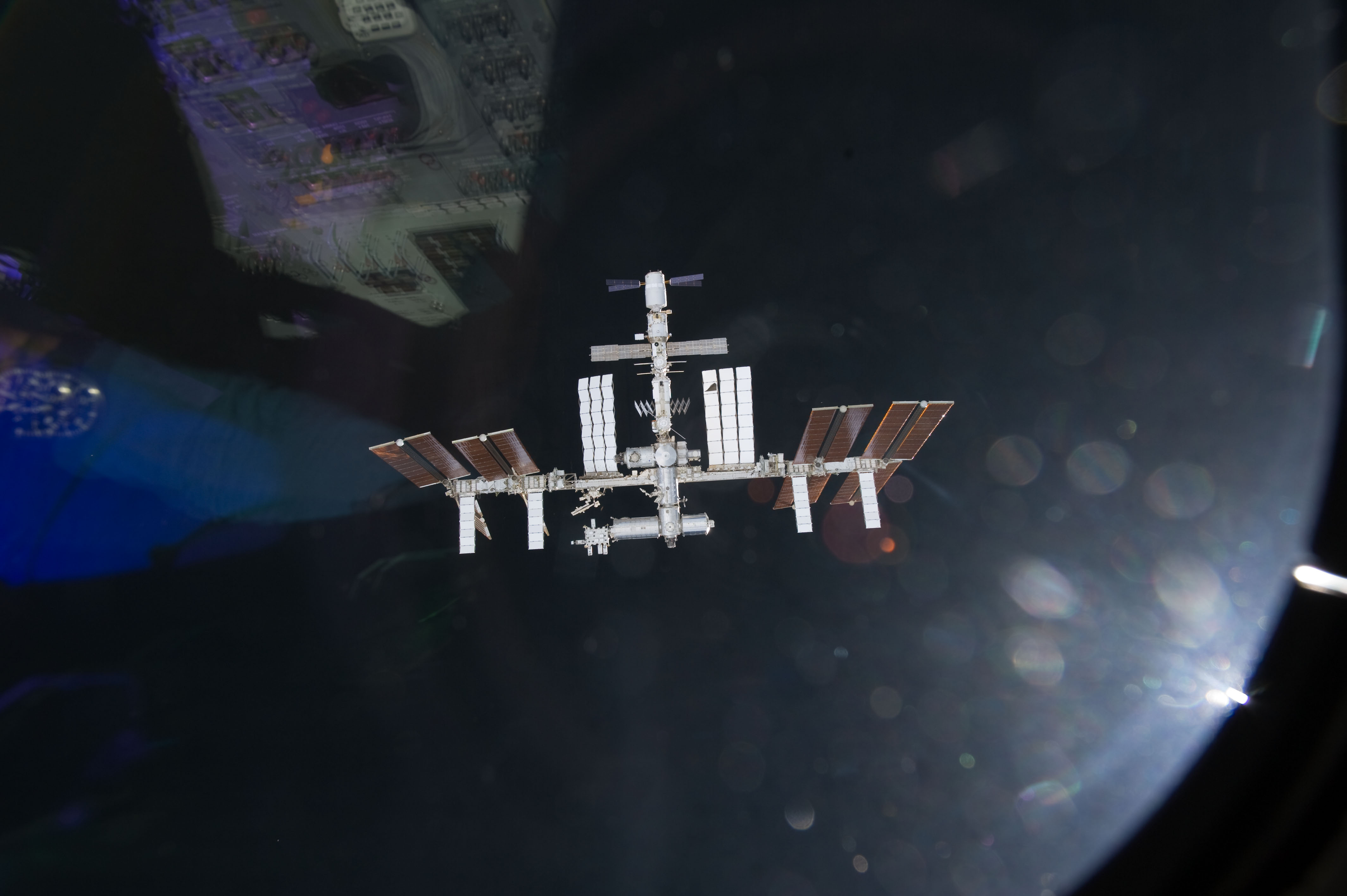
«Індевор» наближається до МКС

Заключна фаза зближення почалася о 16:33, коли була проведена остання коригування орбіти шатла. У цей час «Індевор» перебував за 14 км від станції. Параметри орбіти шатла: апогей 344 км, перигей 338 км.
О 8:10 «Індевор» був за 12 км від станції, швидкість зближення — 1,6 м/сек. О 8:15 між екіпажами «Індевора» і МКС встановлена голосовий зв'язок. О 8:48 «Індевор» перебував на відстані 1,6 км від станції, швидкість зближення — 2,4 м/сек.
О 9:14 «Індевор» перебував під станцією на відстані 195 м від неї. «Індевор» і МКС пролітають над Європою, Росією в бік Казахстан. О 9:15 під управлінням командира корабля Марка Келлі, «Індевор» почав стандартний переворот перед ілюмінаторами модуля «Звєзда». Під час перевороту, астронавти МКС Кетрін Коулман і Паоло Несполі вели знімання теплозахисного покриття шатла. Несполі працював з 800- міліметрової камерою з роздільною здатністю в один дюйм. Він знімав місця на корпусі шатла, до яких був прикріплений зовнішній паливний бак, а також стулки закривають шасі. Коулман знімала 400- міліметрової камерою з роздільною здатністю в три дюйми. Переворот закінчено о 9:24. Відстань між «Індевором» і МКС — 142 метри. О 9:39 «Індевор» перебував перед станцією: ніс направлений у космос, корми — на Землю, розкритий вантажний відсік, у якому розташований стикувальний вузол, — на МКС. О 9:42 з центру управління польотом дано дозвіл на стиковку. О 9:45 шатл і МКС пролітали над Австралією.
О 9:47 відстань між шатлом і станцією становило 61 м, швидкість зближення — 0,06 м/с, о 9:58 — 29 м і 0,05 м/с відповідно, о 10:4 12 м і 0,03 м/с. О 10:12 відстань між шатлом і станцією становило 3 м.
О 10:14 «Індевор» пристикувався до МКС. Стиковка сталася над південним районом Тихого океану.
О 10:40 комплекс шатл + МКС був розгорнутий на 180° так, щоб шатл перебував позаду по напрямку руху по орбіті.
О 11:40 був відкритий люк між «Індевором» і МКС. На орбіті зустрілися екіпаж шатла і 27-й довготривалий екіпаж МКС: Дмитро Кондратьєв (команди), Кетрін Коулман, Паоло Несполі, Олександр Самокутяев, Андрій Борисенко і Роналд Гаран. Вперше в космосі зустрілися два італійських астронавти: Паоло Несполі і Роберто Вітторіо.
Після короткої церемонії зустрічі астронавти продовжили роботу за планом.
Стівен Боуен і Алвін Дрю перенесли в модуль «Квест» призначені для виходу у відкритий космос скафандри та інструменти.
О 13:30 Майкл Фінк і Роберто Вітторіо, за допомогою маніпулятора шатла, захопили транспортну платформу, яка перебувала у вантажному відсіку шатла і підійняли її. Потім (о 14:43) транспортна платформа була перехоплена маніпулятором станції, яким управляли Грегорі Джонсон і Грегорі Шемітофф. Транспортна платформа о 15:59 була встановлена на призначене місце на сегменті Р3 лівої гілки фермової конструкції станції.
При вивченні зображень теплозахисного покриття «Індевора» виявлено сім ушкоджень, які перебувають на правій стороні днища шатла, у районі стулок шасі і місце кріплення зовнішнього паливного бака. Пошкодження були виявлені на знімках зроблених астронавтами МКС під час перевороту «Індевора». Для оцінки ступеня пошкоджень необхідний додатковий аналіз. У разі потреби в суботу (21 травня) буде проведено додаткове обстеження пошкоджених місць.

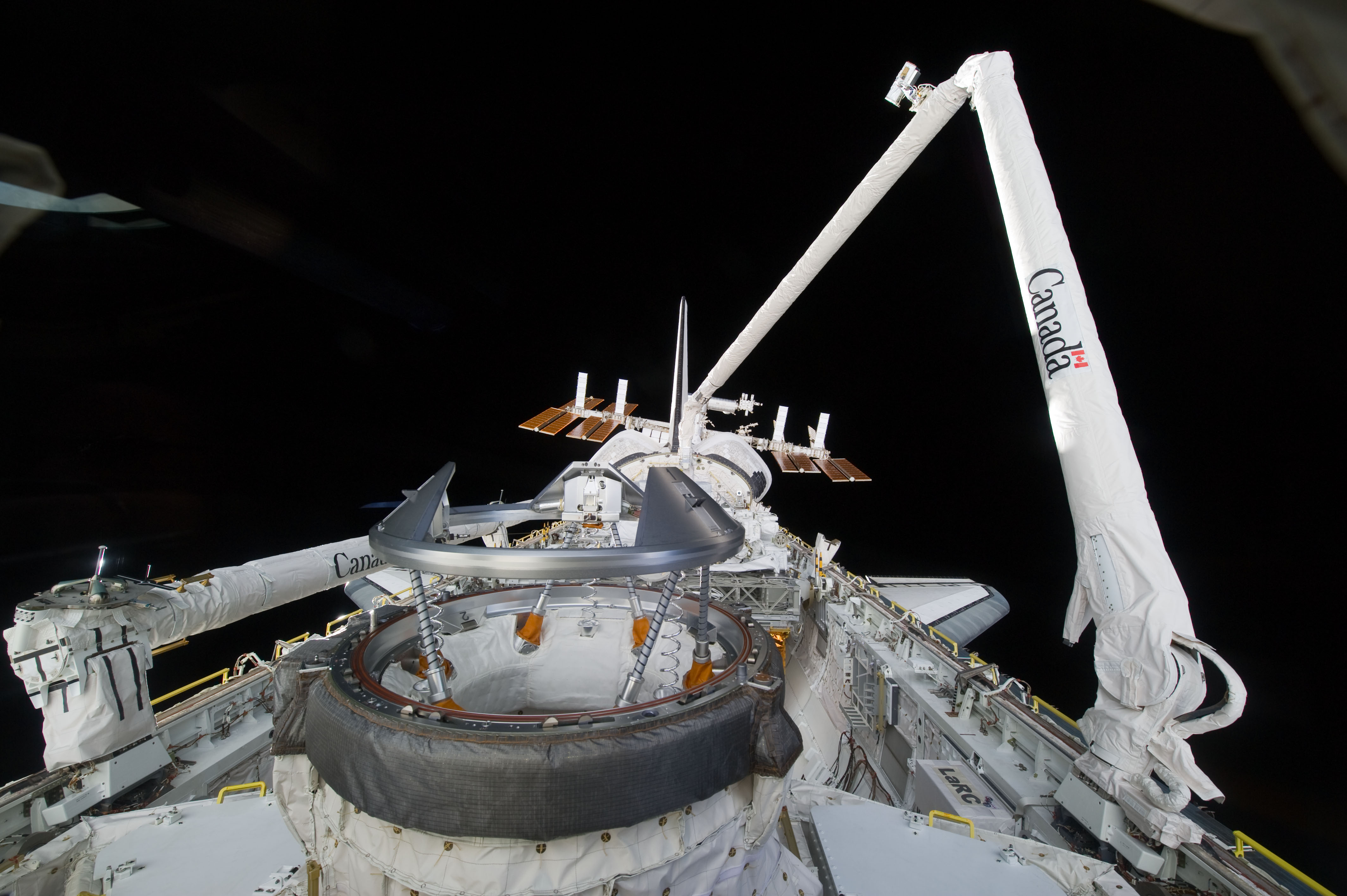
З розширеною док кільця «Індевор» наближається до МКС.
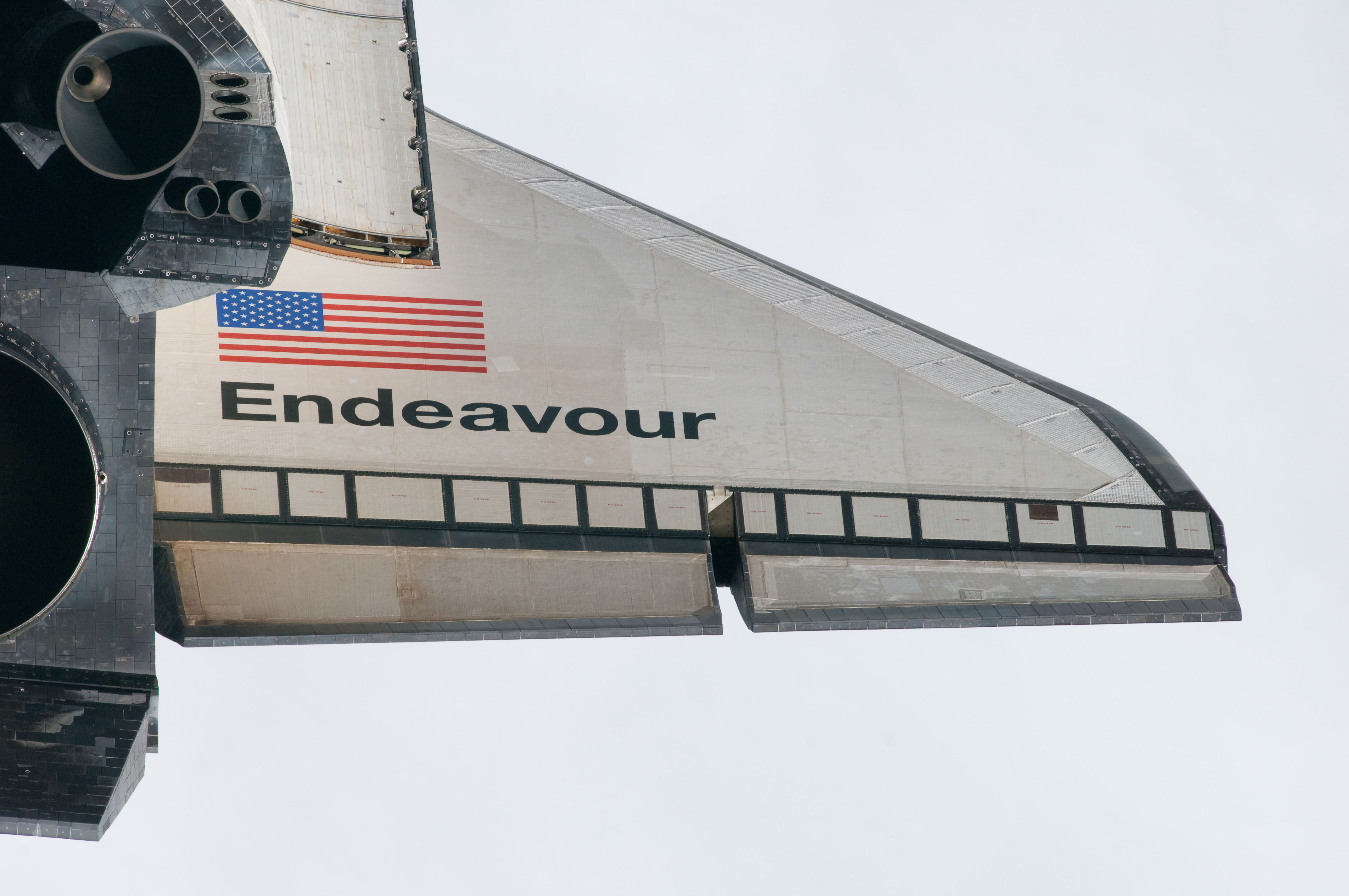
Правого крила «Індевор» з сфотографовані станції члена екіпажу.
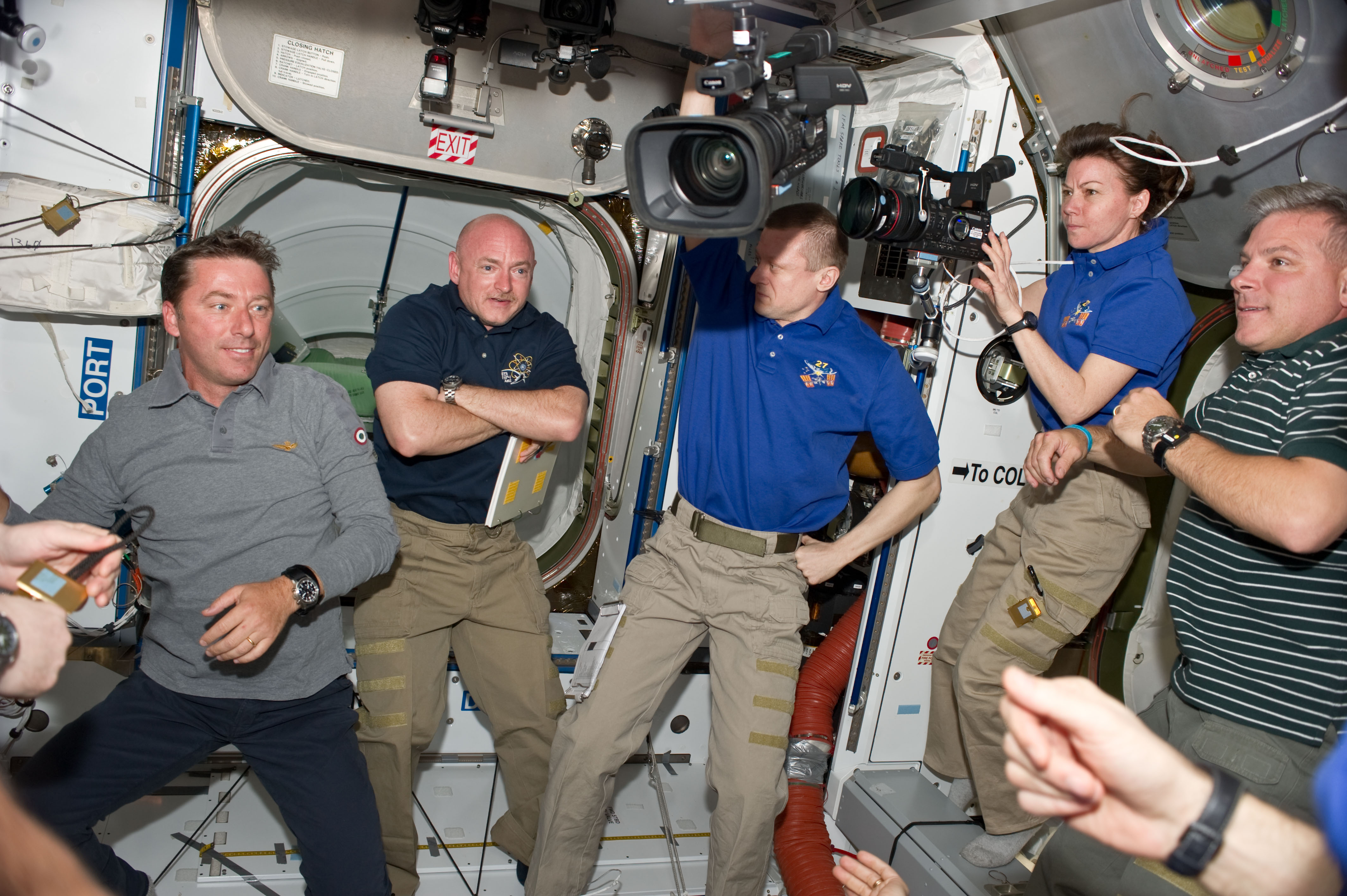
Трансфер і екіпаж станції всередині Harmony вузла незабаром після стиковки.
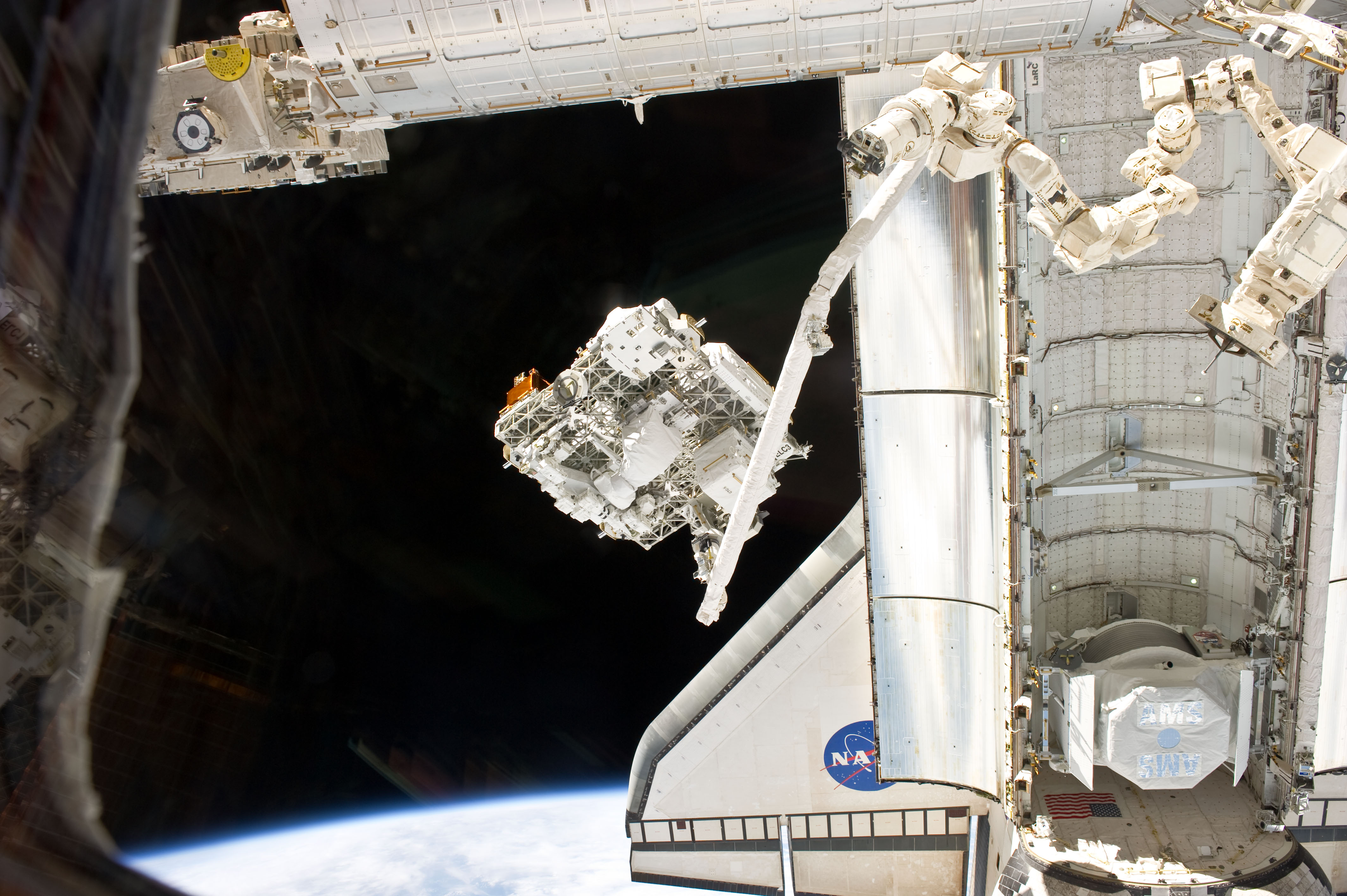
ELC-3 у владі робота-маніпулятора Індевор автора.

### Четвертий день польоту
19 травня 2:56 — 19 травня 18:26

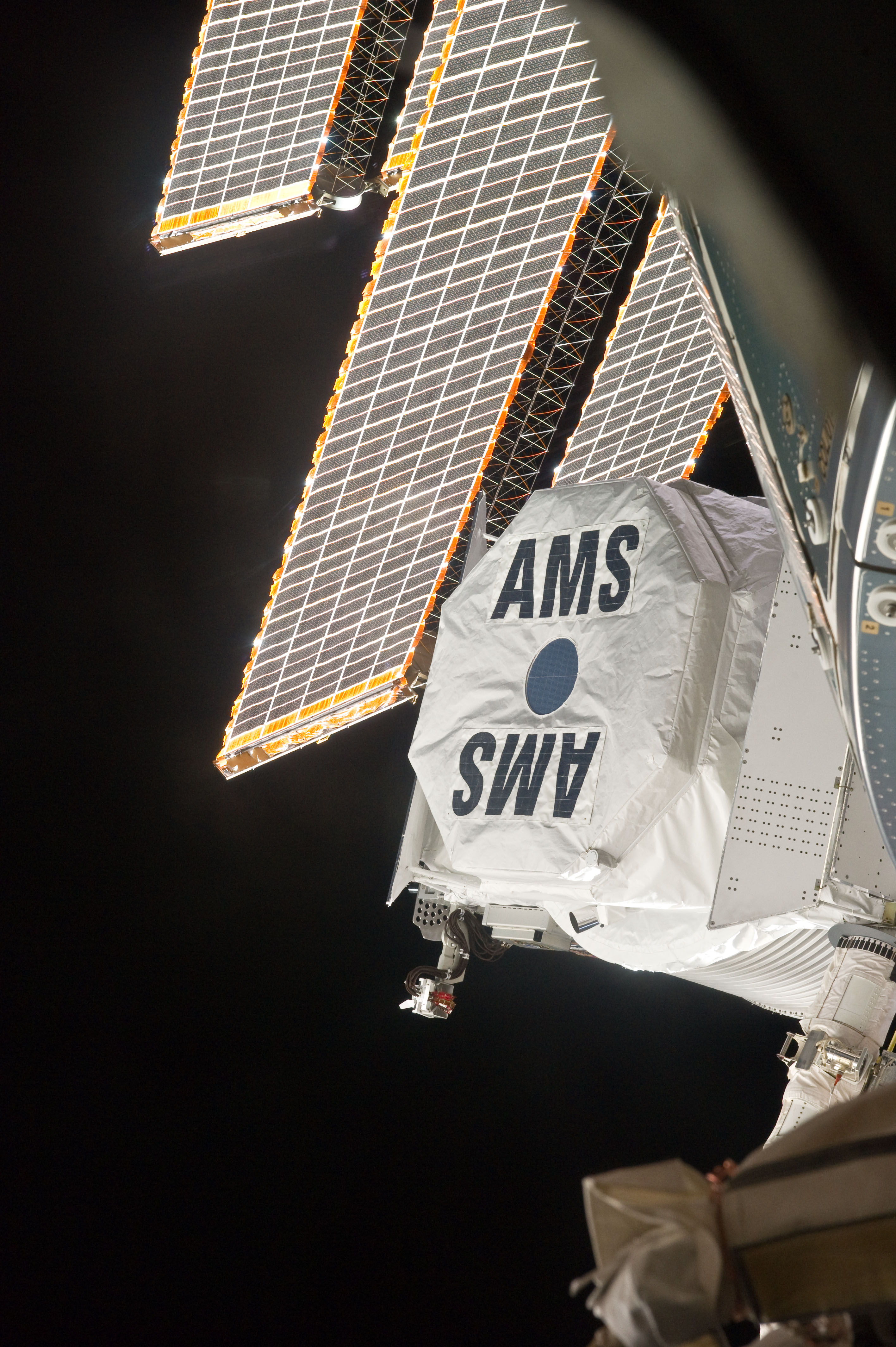
Вивантаження магнітного альфа — спектрометра

Вивантаження з вантажного відсіку «Індевора» магнітного альфа — спектрометра і установка його на сегменті S3 правою верви фермової конструкції станції.
Вивантаження спектрометра почалася в 7 годин. За допомогою маніпулятора шатла, яким управляли Роберто Вітторіо і Ендрю Ф'юстел, альфа — спектрометр був піднятий з вантажного відсіку «Індевора» і переміщений у точку, де його повинен перехопити маніпулятор станції. Маніпулятором станції управляли Грегорі Джонсон і Грегорі Шамітофф, що перебували в модулі «Купола». О 7:50 спектрометр був переданий маніпулятору станції. О 8:05 маніпулятор шатлу був відведений від спектрометра. Надалі, за допомогою відеокамери, встановленої на маніпуляторі, він використовувався для супроводу переміщення і установки спектрометра на фермової конструкції станції. О 9:05 спектрометр був підведений до місця встановлення на сегменті «S3». О 9:45 спектрометр був встановлений на фермової конструкції станції. Астронавти виконали найважливіше завдання своєї місії — доставили і встановили прилад вартістю два мільярди доларів, що важить близько семи з половиною тонн. Магнітний альфа — спектрометр буде цілодобово протягом усього часу існування МКС вести реєстрацію космічних променів. У створенні приладу брали участь 600 фізиків з 60 університетів 16 країн.
Ендрю Ф'юстел і Грегорі Шамітофф у модулі «Квест» підготовляли скафандри і інструменти до майбутнього наступного дня виходу у відкритий космос, який запланований на 7:15.
Після додаткового аналізу зображень ушкоджень плиток теплозахисного покриття шатла, фахівці НАСА повідомили, що із семи ушкоджень тільки два, можливо, зажадають додаткового обстеження, щоб переконатися в тому, що немає необхідності в ремонті ушкоджень. Найпідозріліше пошкодження виникло біля стулки, що закриває праве шасі шатла. Розмір цього пошкодження 3,22 × 2,49 дюйма, глибина — до 0,7 дюйма. 2007 року «Індевор», у якого було аналогічне пошкодження (3,48 × 2,31 × 1,12 дюйма), успішно приземлився.

### П'ятий день польоту
20 травня 2:26 — 20 травня 17:26
День першого виходу у відкритий космос. Планова тривалість виходу — шість з половиною годин. Що виходять астронавти Ендрю Ф'юстел і Грегорі Шамітофф. Для Фьюстелу це четвертий вихід, для Шамітофф — перший. Мета виходу — зняття експериментальних зразків з зовнішній поверхні станції, установка натомість нових зразків, установка перехідників на трубопроводах охолоджувача і установка комунікаційних антен бездротового зв'язку.

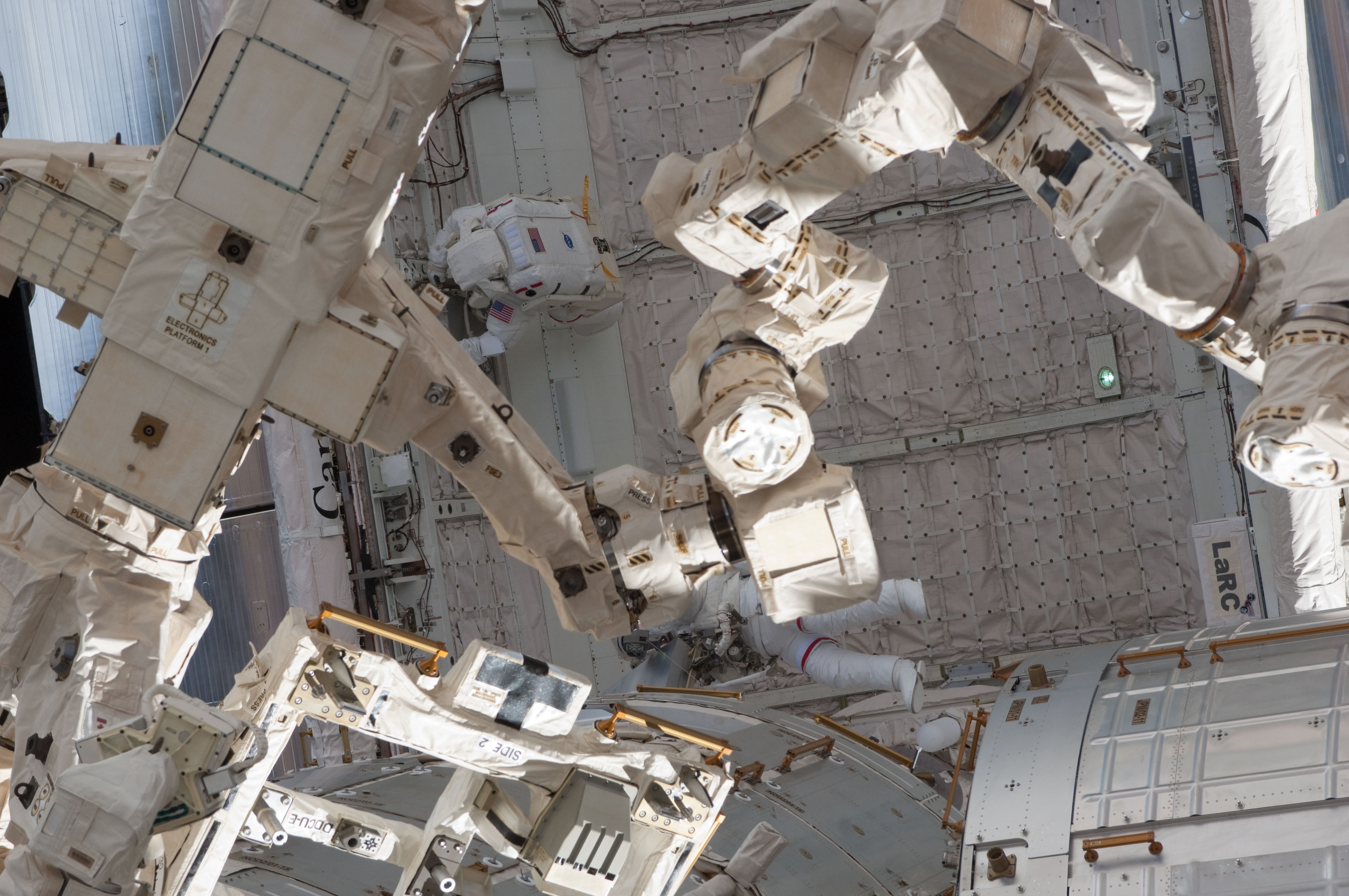
Ф'юстел і Шамітофф у вантажному відсіку «Індевора»

О 4:50 Ф'юстел і Шамітофф, перебуваючи в шлюзовому модулі «Квест», почали надягати скафандри. О 6:37 почалася відкачка повітря з шлюзового модуля. О 7:10 був відкритий люк шлюзового модуля. Вихід почався о 7:10. Координатором виходу був Майкл Фінк.
Ф'юстел і Шамітофф попрямували на праву гілку фермової конструкції станції, до сегменту S3, де перебувала транспортна конструкція № 2 (Експрес Логістика перевізника № 2). О 7:55 астронавти наблизилися до сегменту S3 і почали від'єднувати кабелі від упаковки з експериментальними матеріалами MISSE 7. Ця упаковка має розмір невеликої валізи (чемодан), і складається з двох частин А і В. Ці експериментальні матеріали експонувалися у відкритому космосі з листопада 2009 року, де були встановлені під час виходу у відкритий космос астронавтами шатла «Атлантіс» STS-129. О 8:07 астронавти зняли упаковку з транспортною конструкції. Астронавти перенесли зняту упаковку експериментальних матеріалів у вантажний відсік «Індевора» і закріпили її там для транспортування на землю. О 8:40 астронавти забрали з вантажного відсіку наступну упаковку з експериментальними матеріалами MISSE 8, перенесли її до сегменту «S3». О 8:56 Ф'юстел встановив нову упаковку на транспортній конструкції № 2 і під'єднав до неї кабелі. Водночас Шамітофф встановив на сегменті S3 додаткову лампу освітлення. О 9:23 Шамітофф повернувся до шлюзового модулю і поповнив запас кисню у своєму скафандрі.
О 9:50 астронавти перемістилися до сегмента Р1 і розпочали виконувати друге завдання — прокладку шлангів від резервуара з аміаком до сегменту Р6, на якому встановлена одна з панелей сонячних батарей станції. У системі охолодження на сегменті Р6 було виявлено витік. Тому було необхідно заповнити втрату аміаку в радіаторі охолодження сегмента «Р6».
Астронавти забрали шланг (довжина шланга близько 5 м, який перебував на сегменті «Р4», і протягнули його між сегментами «Р3» і «Р4», потім проклали шланги до сегментів «Р1» і «Р6». Робота з шлангами була закінчена о 10:38. Під час наступного виходу у відкритий космос через встановлені шланги в систему охолодження сегмента Р6 буде перекачано аміак з резервуара, який перебуває на сегменті Р1.
Наступне завдання для Фьюстелу і Шамітофф — установка двох комунікаційних антен бездротового зв'язку на зовнішній стороні модуля «Дестіні». О 11 годині астронавти перемістилися на модуль «Дестіні». О 11:23 була встановлена перша антена. О 11:35 — друга. Астронавти повинні були приєднати трохи кабелів до антен. О 11:43 вийшов з ладу датчик рівня двоокису вуглецю в скафандрі Шамітофф. Керівники польотом ухвалили рішення закінчити вихід у відкритий космос, відклавши під'єднання кабелів до антен. О 12 годині астронавтам передана команда — закінчувати вихід. Астронавти зібрали інструменти і в 13 годин повернулися в шлюзовий модуль. О 13:24 був закритий люк шлюзового модуля.
Вихід закінчився о 13:29. Тривалість виходу склала 6:19. Це був 156 вихід у відкритий космос, пов'язаний з МКС.
Керівництво польотом оголосило, що 23 травня відбудеться обліт станції російським кораблем «Союз ТМА-20» і фотографування комплексу МКС з пристикованим до неї шатлом «Індевор». На 23 травня призначено повернення трьох астронавтом 27-ї експедиції МКС на землю. Дмитро Кондратьєв, Кетрін Коулман і Паоло Несполі в «Союзі ТМА -20» відстикуються від станції о 21:35, приблизно на півтори години раніше планового (без сеансу фотографування) часу. «Союз» відійде від станції на 180 м і призупиниться (час — 21:41). МКС здійснить розворот, приблизно на 130°, Паоло Несполі, перебуваючи в «Союзі» буде фотографувати під різними кутами станцію з пристикованим до неї «Індевором». Сеанс фотографування продовжиться до 22:06. Управляти «Союзом» в ручному режимі буде командир корабля Дмитро Кондратьєв. О 22:15 «Союз» почне віддалятися від станції. Приземлення «Союзу» заплановано на 2:26 24 травня.
Цього дня астронавти переносили привезене устаткування і матеріали з «Індевора» у станцію.
Керівництвом польоту ухвалено рішення про проведення додаткового, детальнішого обстеження пошкодження плиток теплозахисного покриття. Це обстеження буде проведено в шостий день польоту.

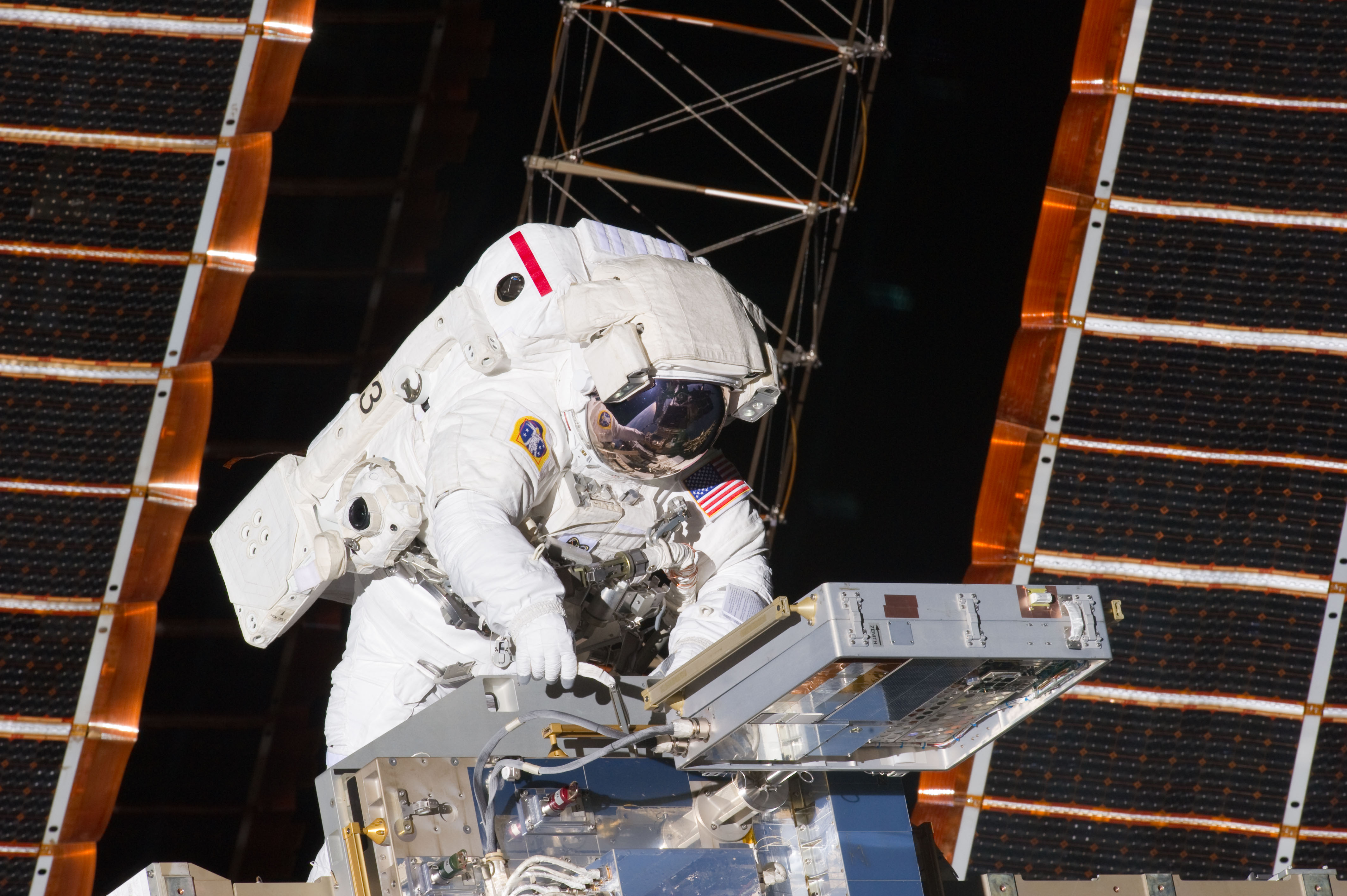
Астронавт Ендрю Ф'юстел бере участь в місії першого виходу у відкритий космос
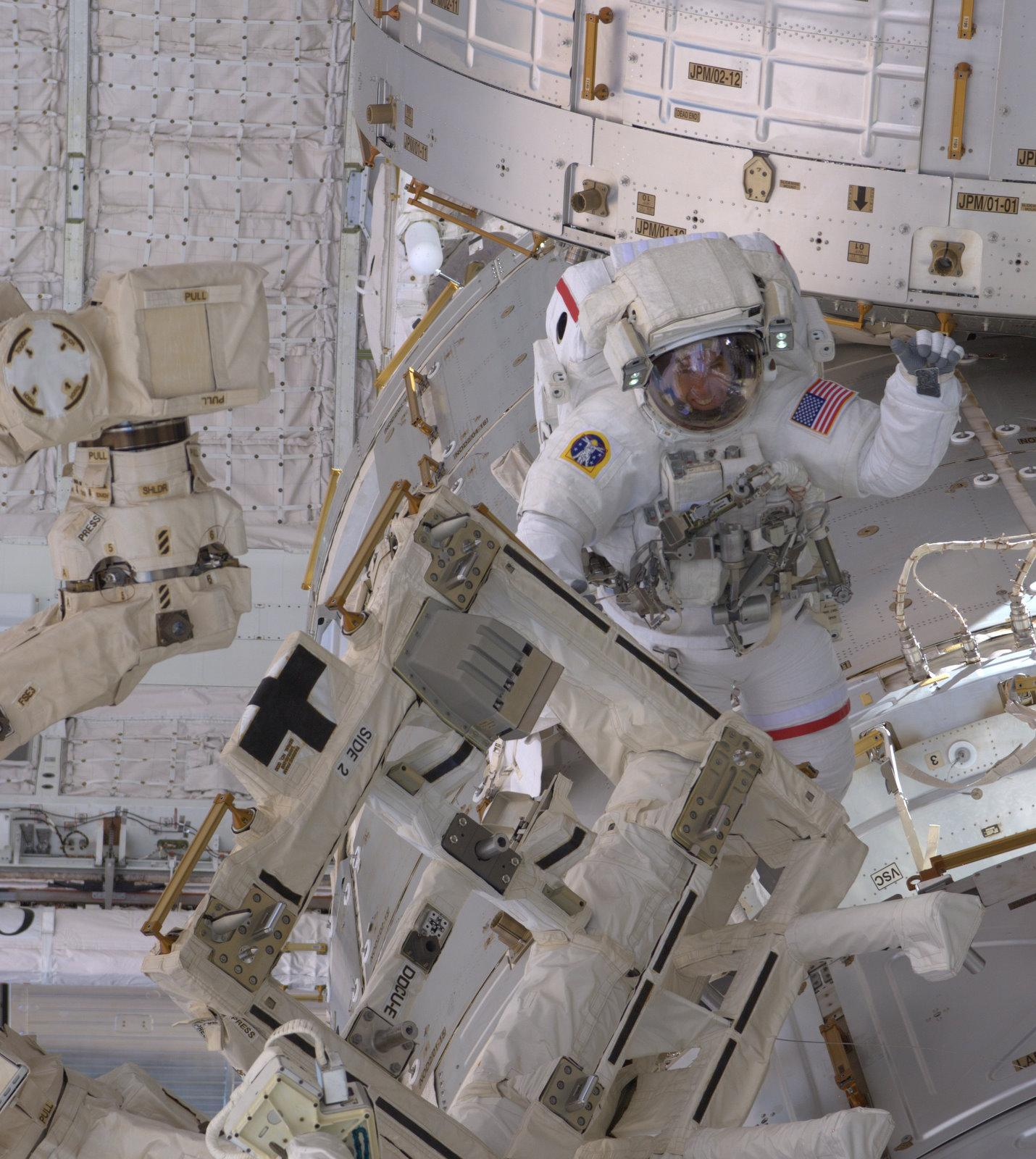
Астронавт Ф'юстел бере піл час виходу у відкритий космос
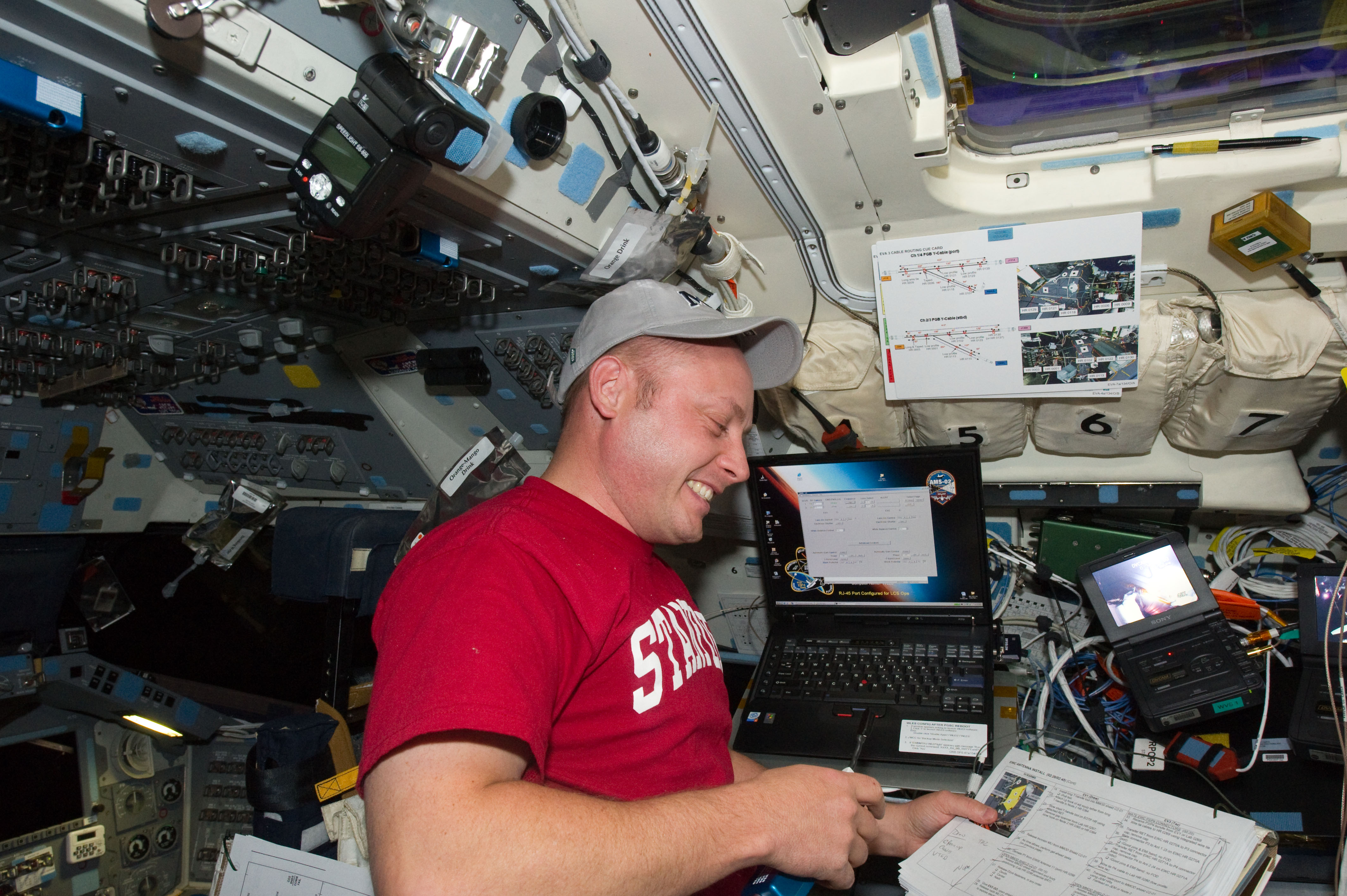
EVA 1 хореограф Майкл Фінк працює на кормовій частині палуби польоту в Індевор
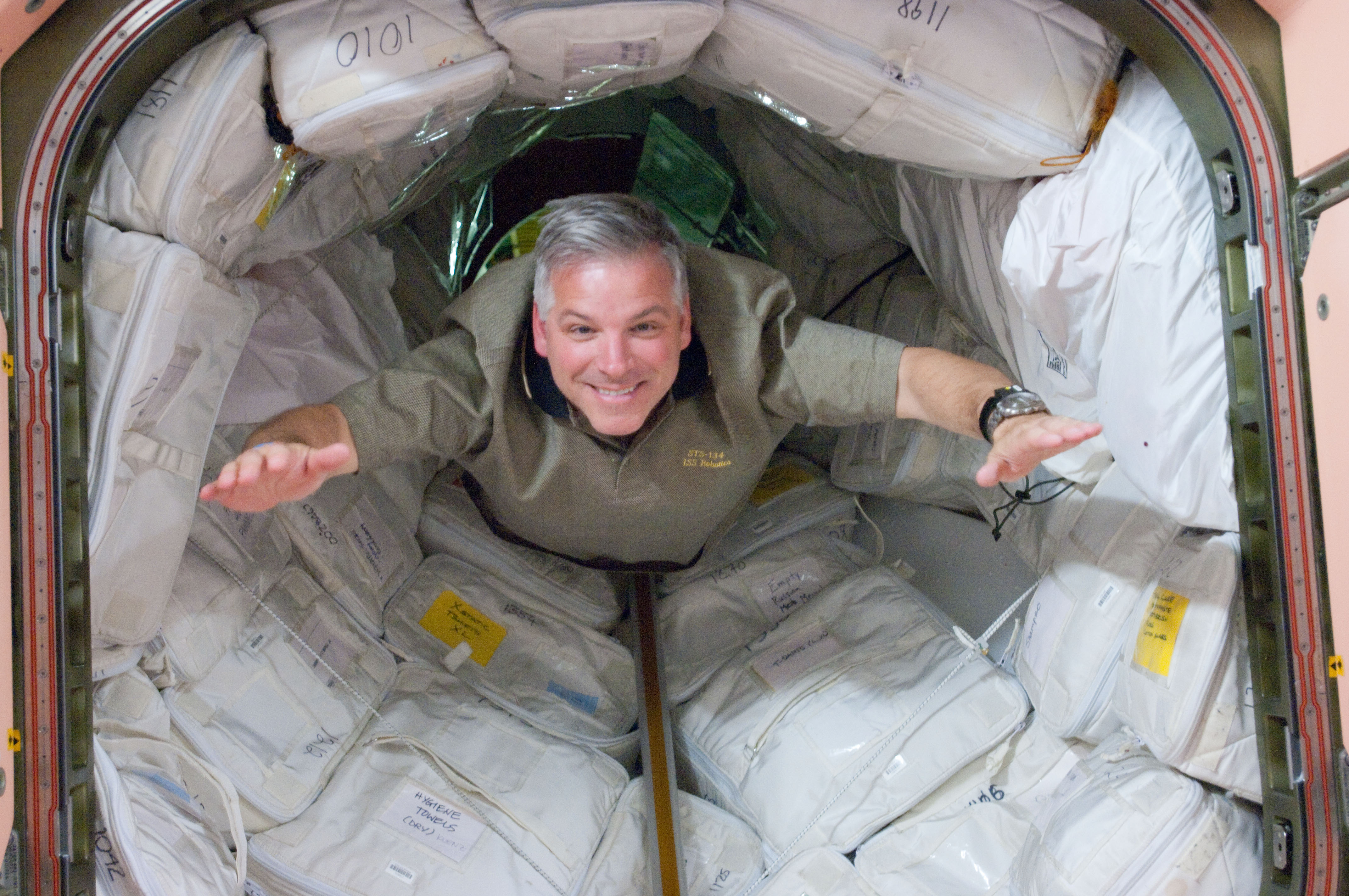
STS-134 пілот Грег Джонсон

### Шостий день польоту
21 травня 1:26 — 21 травня 17:26
Додаткове обстеження пошкоджень теплозахисного покриття шатла. Грегорі Джонсон і Роналд Гаран, перебуваючи в модулі «Купол», управляли роботом- маніпулятором станції. О 4:50 за допомогою маніпулятора станції був захоплений подовжувач, який перебував у вантажному відсіку «Індевора». Подовжувач було піднято і перенесено в точку, у якій до нього був також підведений маніпулятор шатла, яким управляли Роберто Вітторіо і Ендрю Ф'юстел. О 5:20 подовжувач був під'єднаний до маніпулятора шатла. О 7:20 високоразрешающем камери і лазерний сканер, які встановлені на кінці подовжувача, були підведені під днище «Індевора». О 7:34 почалося фотографування і сканування пошкоджених ділянок теплозахисту шатла. Фотографування та сканування проводилися під різними кутами, щоб отримати об'ємне зображення пошкоджених ділянок.

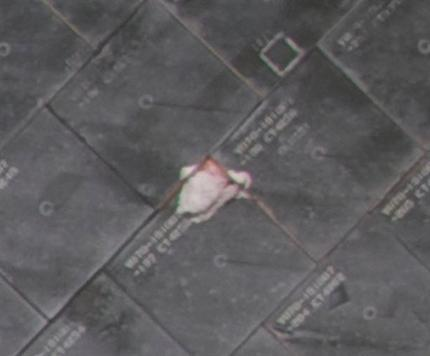
Пошкоджена ділянка теплозахисту шатла

О 8:30 обстеження пошкодженої ділянки теплозахисного покриття шатла було закінчено. Дані обстеження передані в центр управління польотом. О 8:50 подовжувач маніпулятора було повернуто у вантажний відсік.
О 11:11 почалася розмова астронавтів і космонавтів «Індевора» і МКС з Римським Папою Бенедиктом XVI, який розмовляв з астронавтами, перебуваючи в бібліотеці Ватикан. Бенедикт XVI говорив про роль науки і технології у вирішенні проблем на землі і залученні молоді в цю діяльність. Бенедикт XVI побажав одужання Габріель Гіффордс, дружині командира «Індевора» Марка Келлі, і висловив співчуття італійському астронавтові Паоло Несполі у зв'язку зі смертю його матері, яка померла 2 травня в передмісті Мілан, у той час як він перебував у космосі. Папа говорив англійською та італійською мовами. Розмова тривала близько 20 хвилин. Це була перша розмова Римського Папи з космонавтами, які перебували в космосі.

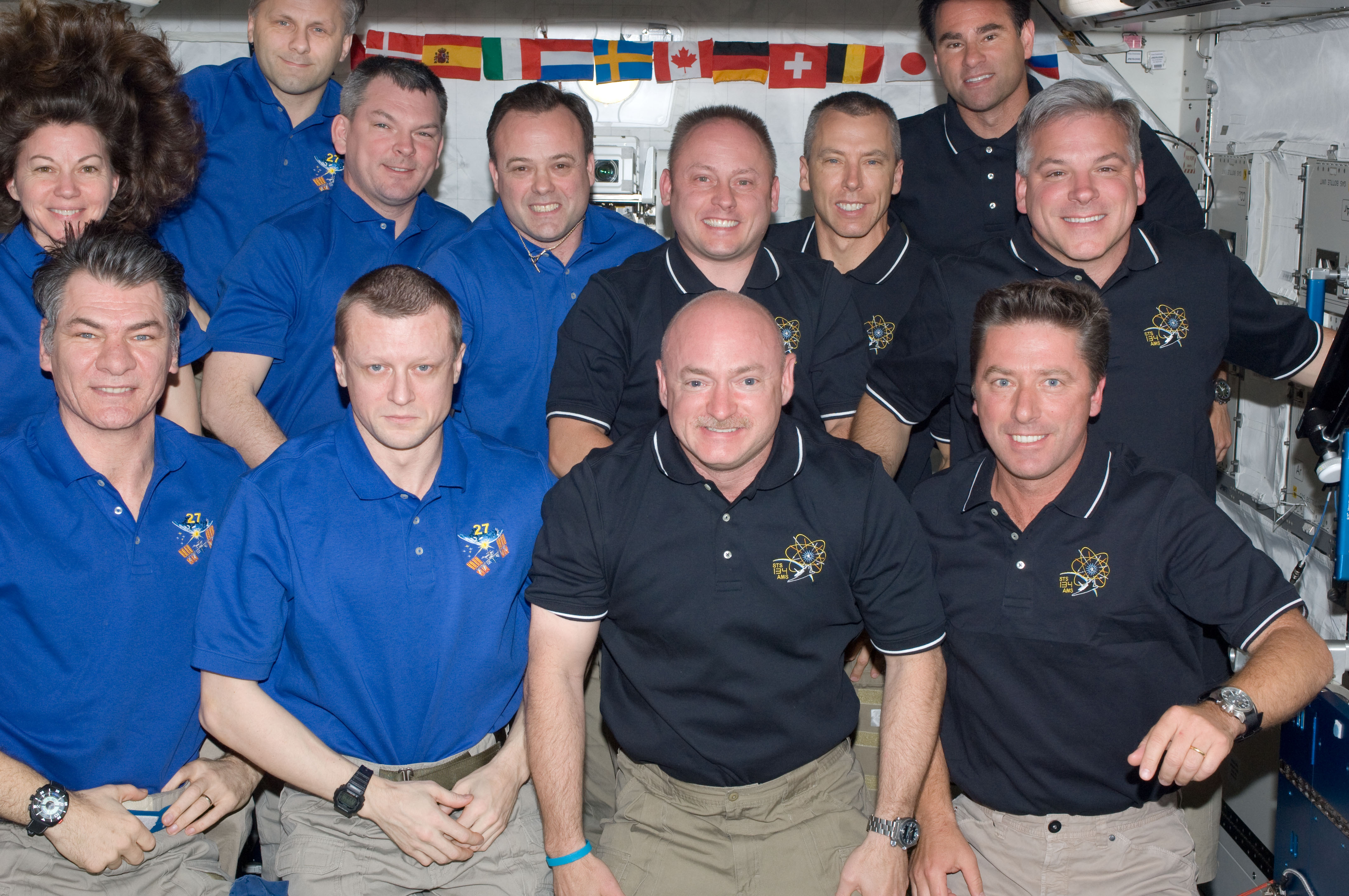
Об'єднаний екіпаж «Індевора» і МКС

Цього дня астронавти мали додатковий час відпочинку.
Ендрю Ф'юстел і Майкл Фінк підготовляли скафандри і інструменти до майбутнього наступного дня другого виходу у відкритий космос.
Після аналізу додаткових, чіткіших зображень, отриманих після цілеспрямованого обстеження пошкодженої ділянки теплозахисного покриття, фахівці НАСА дійшли висновку, що пошкодження не представляють небезпеки для шатла. Найбільша пошкодження являє собою вибоїну розміром 6,17 × 7, 49 см і завглибшки до 2,26 см. З таким пошкодженням нагрів алюмінієвої конструкції корпусу шатла, що перебуває безпосередньо під вибоїною, при гальмуванні в атмосфері, можливий до 104 °C. Допустима температура — 177 °C. Ніяких додаткових заходів, пов'язаних з ушкодженнями, проводитися не буде. «Індевор» буде приземлятися «так як є».

### Восьмий день польоту
14 лютого 21:14 — 15 лютого 13:14
Цього дня Модуль «Купол» був встановлений на призначене для нього місце, на нижньому, направленому на Землю, порту модуля «Транквіліті».
О 1:00 почалася розгерметизація модуля «Купол». О 3:23 модуль «Купол» був захоплений роботом- маніпулятором станції, яким управляли Кетрін Хайр і Террі Віртс.

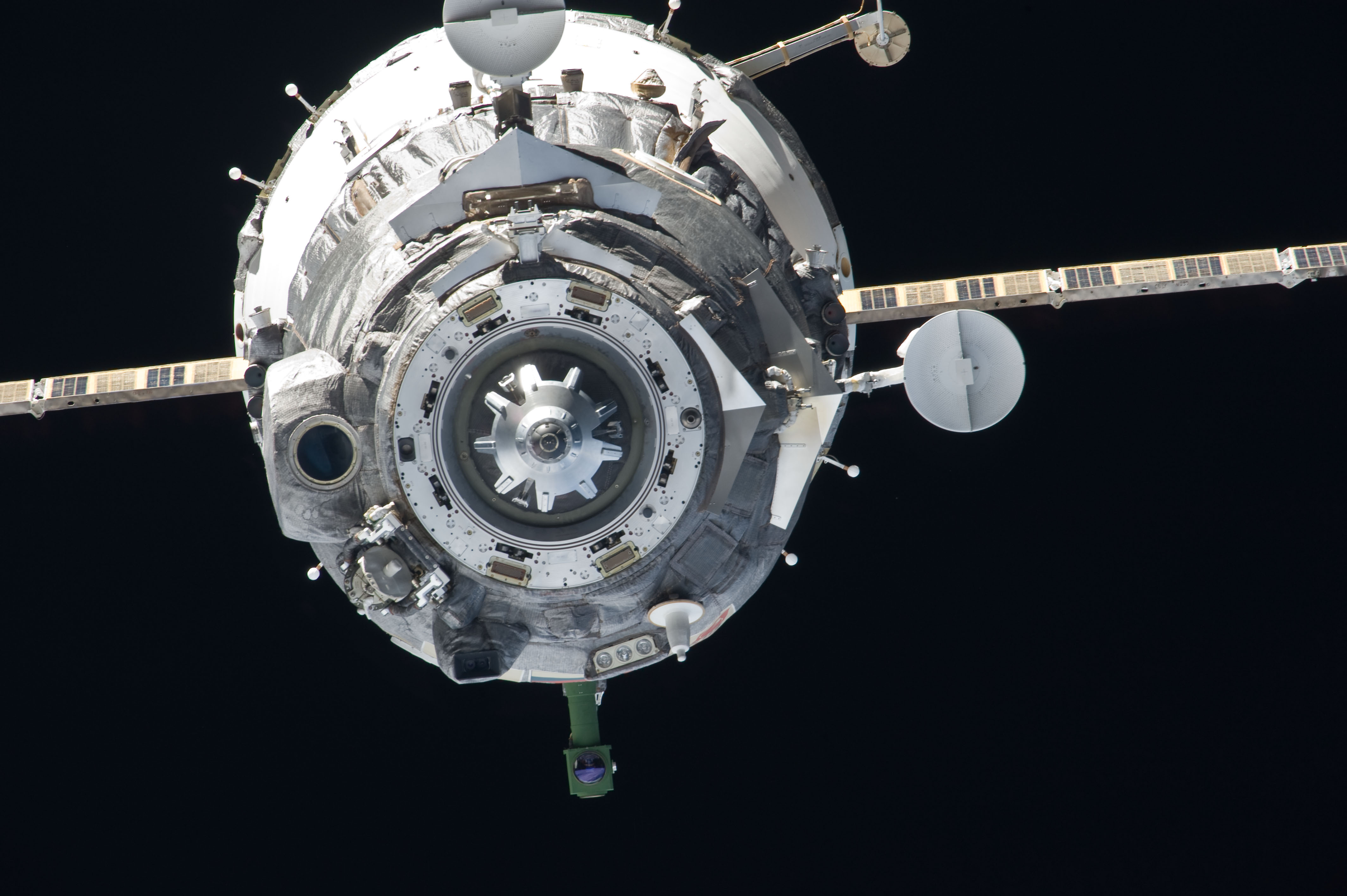
Установка модуля «Купол»

О 5:20 модуль «Купол» був від'єднаний від переднього стикувального вузла модуля «Транквіліті». За допомогою маніпулятора, «Купол» переноситься до нижнього стикувального вузла модуля «Транквіліті». О 6:31 модуль «Купол» був пристикований до нижнього порту модуля «Транквіліті».
Астронавти планують увійти до «Купол» наступного дня. Кришки, якими зовні закриті вікна «Купола», будуть зняті під час третього виходу у відкритий космос.
Після того як «Купол» був встановлений, робот- маніпулятор був переведений до стикувального адаптера № 3, який тимчасово розміщений на верхньому порту модуля «Гармонія». Наступного дня цей адаптер буде перестикувати на звільнився передній порт модуля «Транквіліті».

### Дев'ятий день польоту
15 лютого 21:14 — 16 лютого 13:14

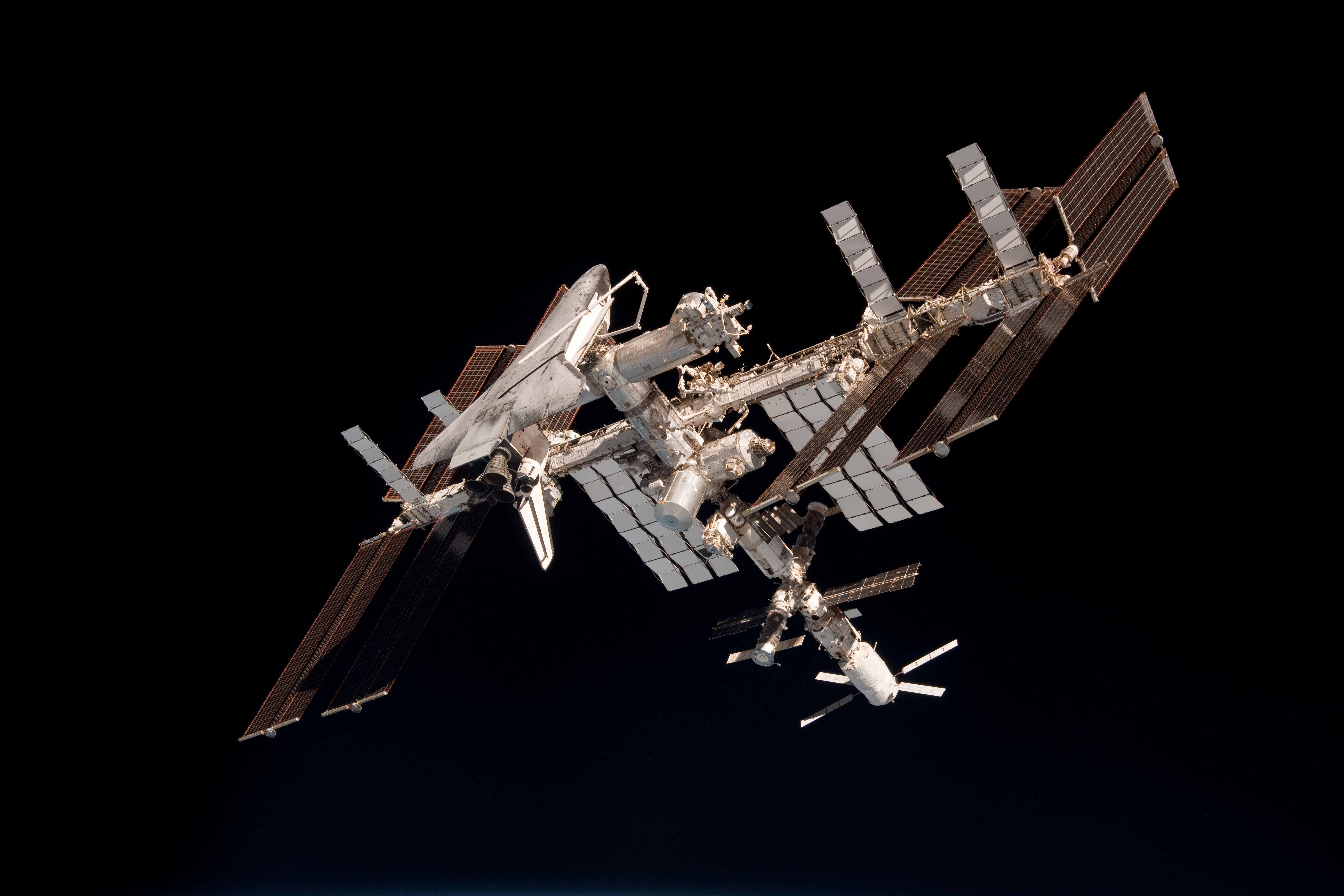
Перестановка стикувального адаптера № 3

Цього дня стикувальний адаптер № 3 був переустановлений на призначене для нього місце на передньому порту модуля «Транквіліті».
О 0:52 адаптер № 3 був відключений від модуля «Гармонія». О 2 годині адаптер, за допомогою робота — маніпулятора, яким управляли Роберт Бенке і Ніколас Патрік, був переміщений до переднього порту модуля «Транквіліті».
Стикувальний адаптер № 3 був приєднаний до модуля «Транквіліті» о 2:28.

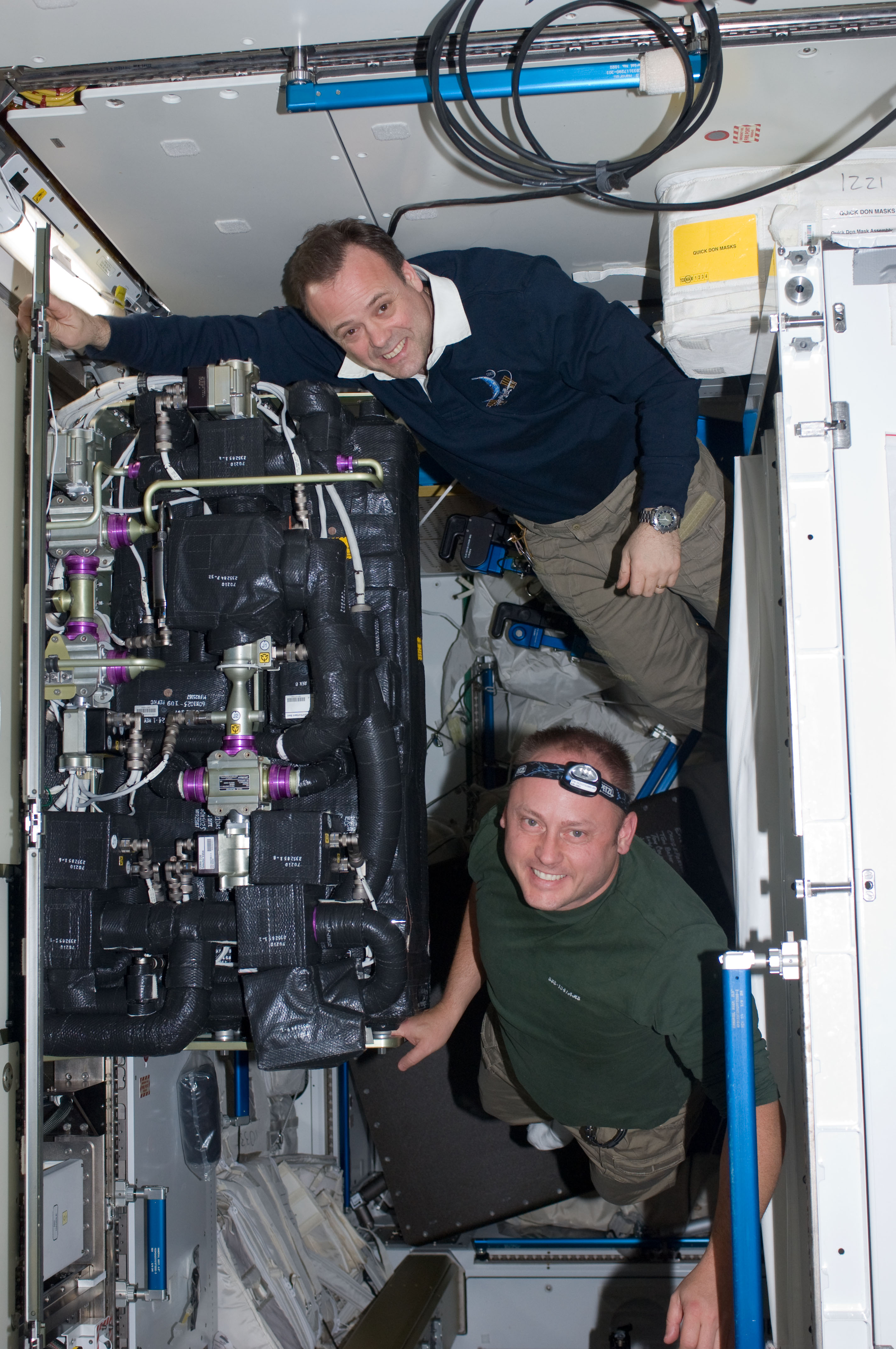
Астронавти працюють у модулі «Транквіліті»

Астронавти відкрили модуль «Купол» зсередини станції. Продовжувалося обладнання нового модуля «Транквіліті».
У другій половині дня астронавти мали час для відпочинку.
Роберт Бенке і Ніколас Патрік готувалися до свого третього (останнього) виходу у відкритий космос.

### Десятий день польоту
23:56 24 травня — 25 травня 15:56
День третього виходу у відкритий космос. Планова тривалість виходу — шість з половиною годин. Що виходять астронавти Ендрю Ф'юстел і Майкл Фінк. Для Фьюстелу це шостий вихід, для Фінка — восьмий. Мета виходу — підключення кабелів до антен бездротового зв'язку, які були встановлені під час першого виходу у відкритий космос. Установка на лівій стороні російського модуля «Зоря» коннектора (живлення і передачі даних грейфера арматури, PDGF), який надалі буде використовуватися маніпулятором станції (Канадарм). Прокладка додаткового силового кабелю між американським і російським сегментами станції.
О 3:35 Ф'юстел і Фінк були вже в скафандрах. О 5:12 почалася відкачка повітря з шлюзової камери.
Вихід почався о 5:43. Грегорі Шемітофф координував роботу астронавтів за бортом.
Астронавти попрямували до модуля «Зоря». Майкл Фінк має досвід роботи на зовнішній поверхні російського сегмента станції. Цей досвід Фінк накопичив під час виходів у відкритий космос за російською програмою, бувши учасником двох довготривалих екіпажів МКС. Модуль «Зоря» — це перший модуль МКС, він перебуває в космосі з 1998 року. О 6:20 астронавти дісталися да місця і почали знімати кілька шарів термоізоляції, під якою був розташований майданчик, де буде встановлений коннектор для маніпулятора станції. О 6:40 Ф'юстел і Фінк повернулися в шлюзовий модуль, щоб забрати коннектор, який має круглу форму діаметром близько одного метра. О 6:50 астронавти повернулися на модуль «Зоря» і почали установку коннектора. О 6:59 установка була закінчена. Астронавти підключили до конектора силові та інформаційні кабелі. Астронавти підключили до конектора також оптоволоконний кабель, по якому передаватиметься відеосигнал. О 7:25 роботи з встановлення та підключення коннектора були закінчені. Маніпулятор станції отримав ще одну базову точку, на яку він зможе переміститися і працювати на російському сегменті станції. О 7:45 Ф'юстел і Фінк перейшли до другого завданням — прокладка резервного силового кабелю на лівій стороні станції від американського сегменту до російського.
О 8:43 астронавти на модуль «Дестіні» і почали підключати кабелі до антен бездротового зв'язку, які були встановлені під час першого виходу у відкритий космос. О 9:20 це завдання було виконано.
О 9:40 Ф'юстел і Фінк проклали ще один резервний силовий кабель на правій стороні станції.
Вихід пройшов без затримок з випередження графіка. Астронавти отримали додаткові завдання. Ф'юстел за допомогою інфрачервоної камери робив знімки експерименту на транспортній платформі № 3. Фінк встановлював теплоізоляцію на резервуарі з газом високого тиску. О 12:3 додаткові завдання були виконані. Астронавти попрямували в шлюзову камеру. О 12:33 був закритий люк шлюзової камери.
Вихід закінчився о 12:37. Тривалість виходу склала 6 годин 54 хвилини. Це був 158-й вихід у відкритий космос, пов'язаний з МКС, 247-й американський вихід, 117-й вихід з МКС.
Сумарна тривалість виходів у відкритий космос Фьюстелу склало 42:18, Фінка — 41:13.

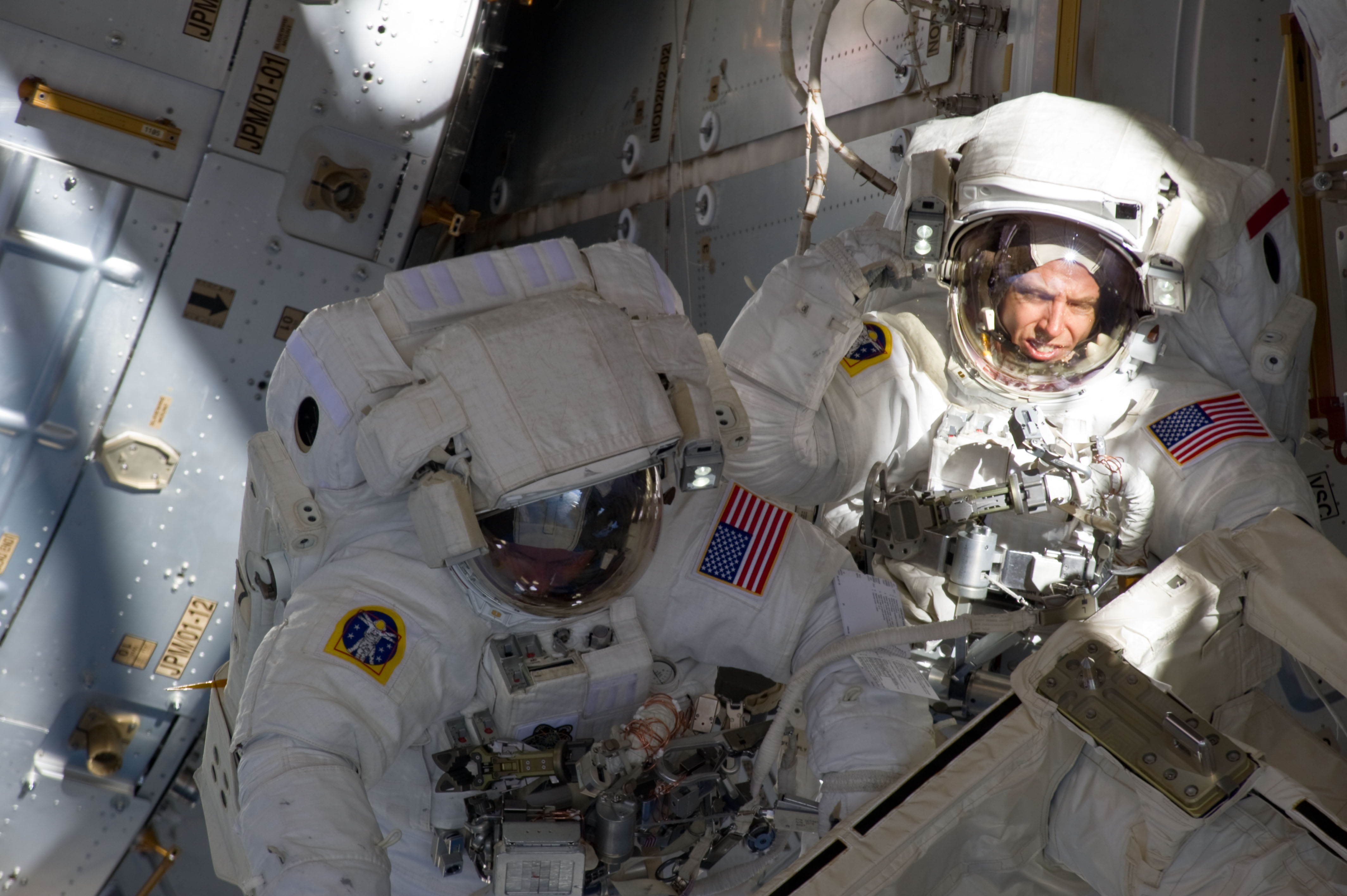
Ф'юстел (праворуч) і Фінк працюває під час виходу у відкритий космос 3
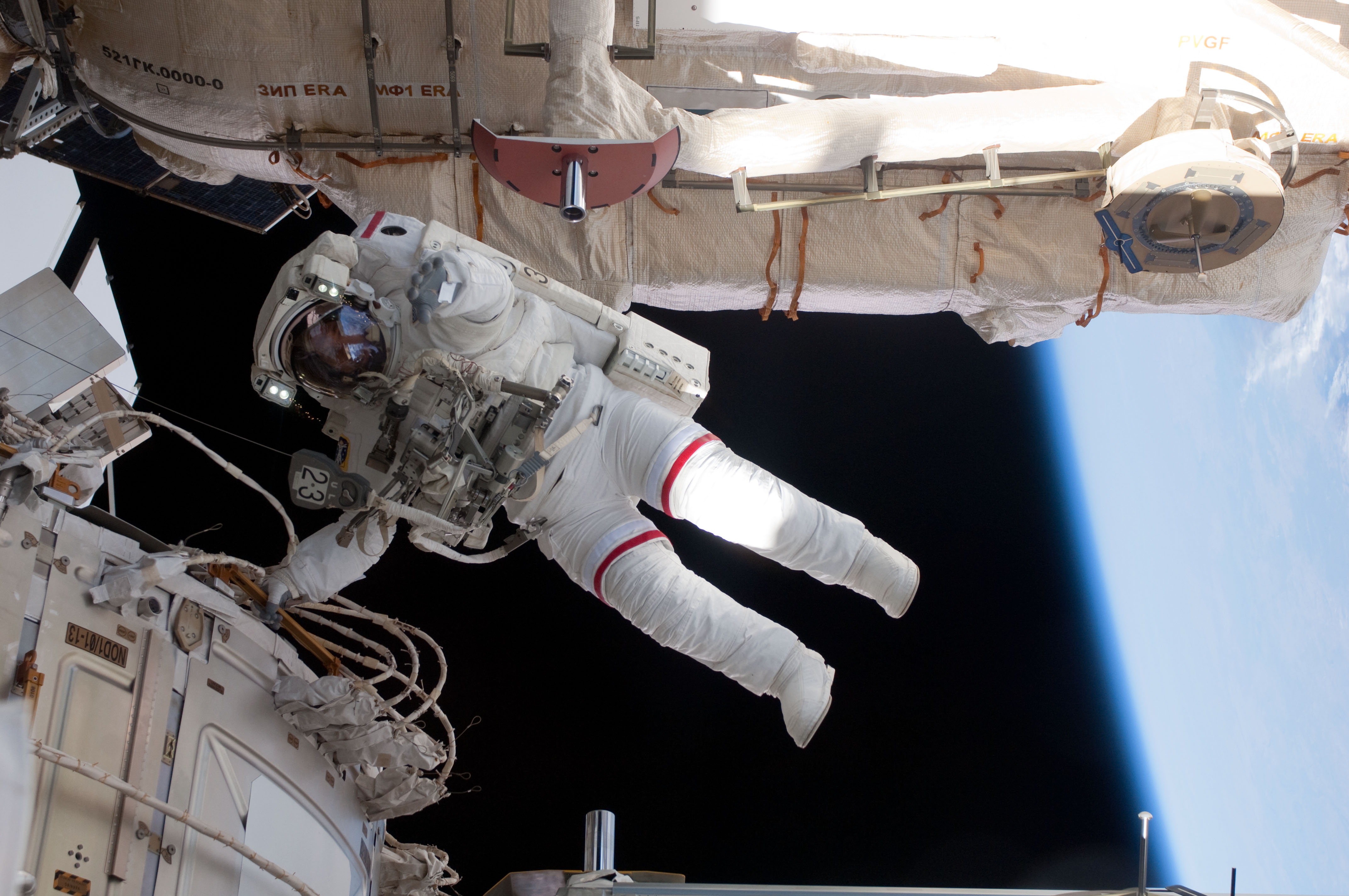
Ф'юстел під час виходу у відкритий космос 3
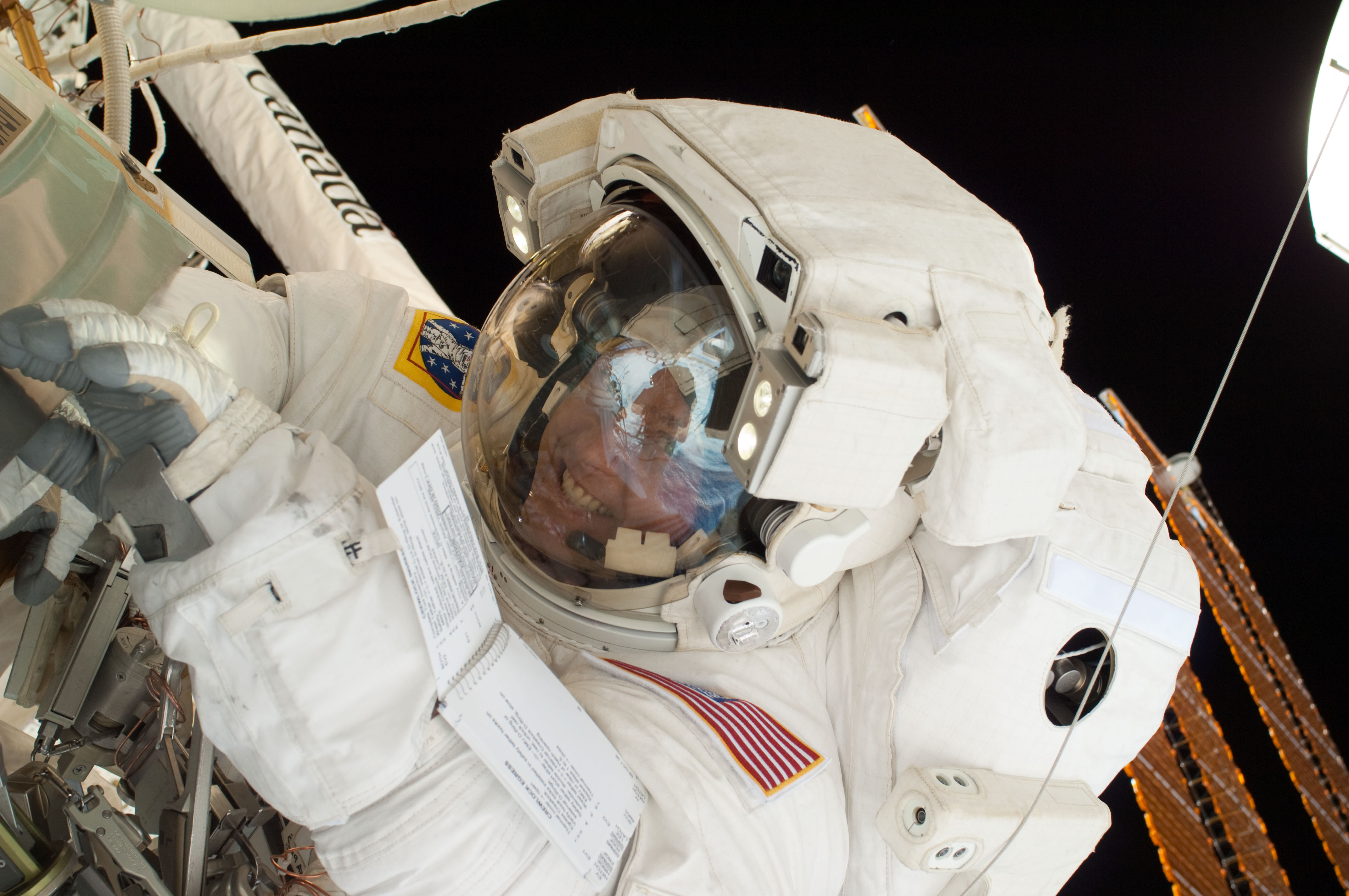
Фінк працювати під час виходу у відкритий космос 3

### Одинадцятий день польоту
25 травня 23:56 — 26 травня 15:56
Астронавти проводили заключне післяполітне обстеження теплозахисного покриття «Індевора». Це обстеження має підтвердити, що теплозахист шатла не була ушкоджена мікрометеоритами або космічним сміттям.
Обстеження почалося в 2 години. Обстеження проводилося за допомогою камер і сканера, встановлених на подовжувачі маніпулятора шатла. У першу чергу було обстежено праве крило шатла.
З 3 години, протягом півгодини, командир «Індевора» Марк Келлі давав інтерв'ю телевізійним каналам міста Тусон.
О 4:30 було закінчено обстеження правого крила шатла. Астронавти перейшли до обстеження носа шатла, потім лівого крила. Обстеження було закінчено о 6:20.
Майкл Фінк і Грегорі Шемітофф підготовляли скафандри і інструменти до майбутнього наступного дня четвертого виходу у відкритий космос.

### Дванадцятий день польоту
26 травня 23:56 — 27 травня 15:56
Цього дня Майкл Фінк перевершив рекорд сумарної тривалості космічних польотів для американських астронавтів. До цього дня рекорд утримувала Пеггі Уїтсон — 376 діб 17 годин. До кінця польоту (1 червня) сумарна тривалість космічних польотів Майкла Фінка складе близько 382 діб. Абсолютний рекорд належить російському космонавту Сергію Крикальову — 803 доби 9 годин 42 хвилини.
День четвертого виходу у відкритий космос. Планова тривалість виходу — шість з половиною годин. Що виходять астронавти Майкл Фінк і Грегорі Шемітофф. Для Фінка це дев'ятий вихід, для Шемітофф — другий. Мета виходу — переноска і установка подовжувача (довжина подовжувача близько 15 м) маніпулятора шатла на фермової конструкції станції. Друге завдання — зняття коннектора маніпулятора з сегмента Р6, переноска його на сегмент S1.

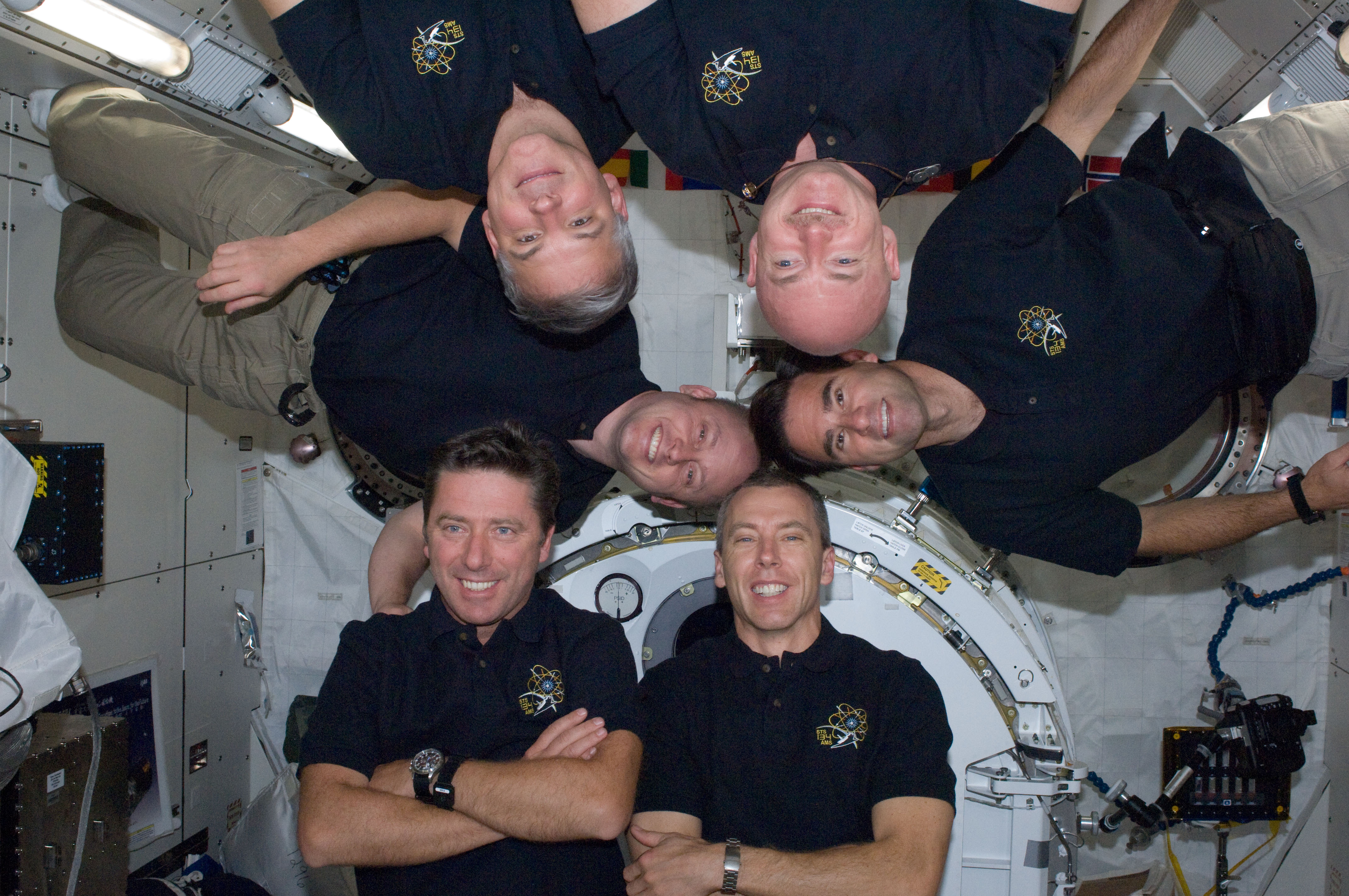
Майкл Фінк у відкритому космосі

О 1:50 Фінк і Шемітофф почали одягати скафандри. Їм допомагали Марк Келлі, Ендрю Ф'юстел і Роналд Гаран. Підготовка до виходу проходила з випередженням графіка, тому початок виходу покращений на півгодини раніше (замість 4:45 на 4:15). О 3:44 почалася відкачка повітря з шлюзового модуля. Вихід почався о 4:15. Астронавти попрямували на праву гілку фермової конструкції станції. Водночас подовжувач, за допомогою маніпулятора станції було піднято з вантажного відсіку «Індевора» і перенесений до місця установки. О 5:9 подовжувач був над місцем, де він повинен бути встановлений. О 5:15 Фінк і Шемітофф почали закріплювати подовжувач на сегменті «S1». О 5:37 маніпулятор станції, яким керував Грегорі Джонсон, був від'єднаний і відведений від подовжувача. О 5:42 подовжувач був закріплений на сегменті «S1». Астронавти почали відключати кабелі від подовжувача і заземлювати його.
О 6:20 Шемітофф закріпив себе на роботі- маніпуляторі станції і почав переміщатися на протилежну (ліву) гілка фермової конструкції станції, до сегменту «Р6». У ту ж сторону попрямував і Фінк. О 6:49 астронавти дісталися до сегмента «Р6», розташованого на самому далекому краю фермової конструкції станції. Астронавти відкрутили чотири болти, що утримують коннектор на сегменті Р6. О 7:16 Фінк, з прив'язаним до нього коннектором, вирушив у зворотний шлях до сегменту «Р3». На сегменті «Р3» Фінк передав коннектор Шемітоффу, який закріплений на маніпуляторі.

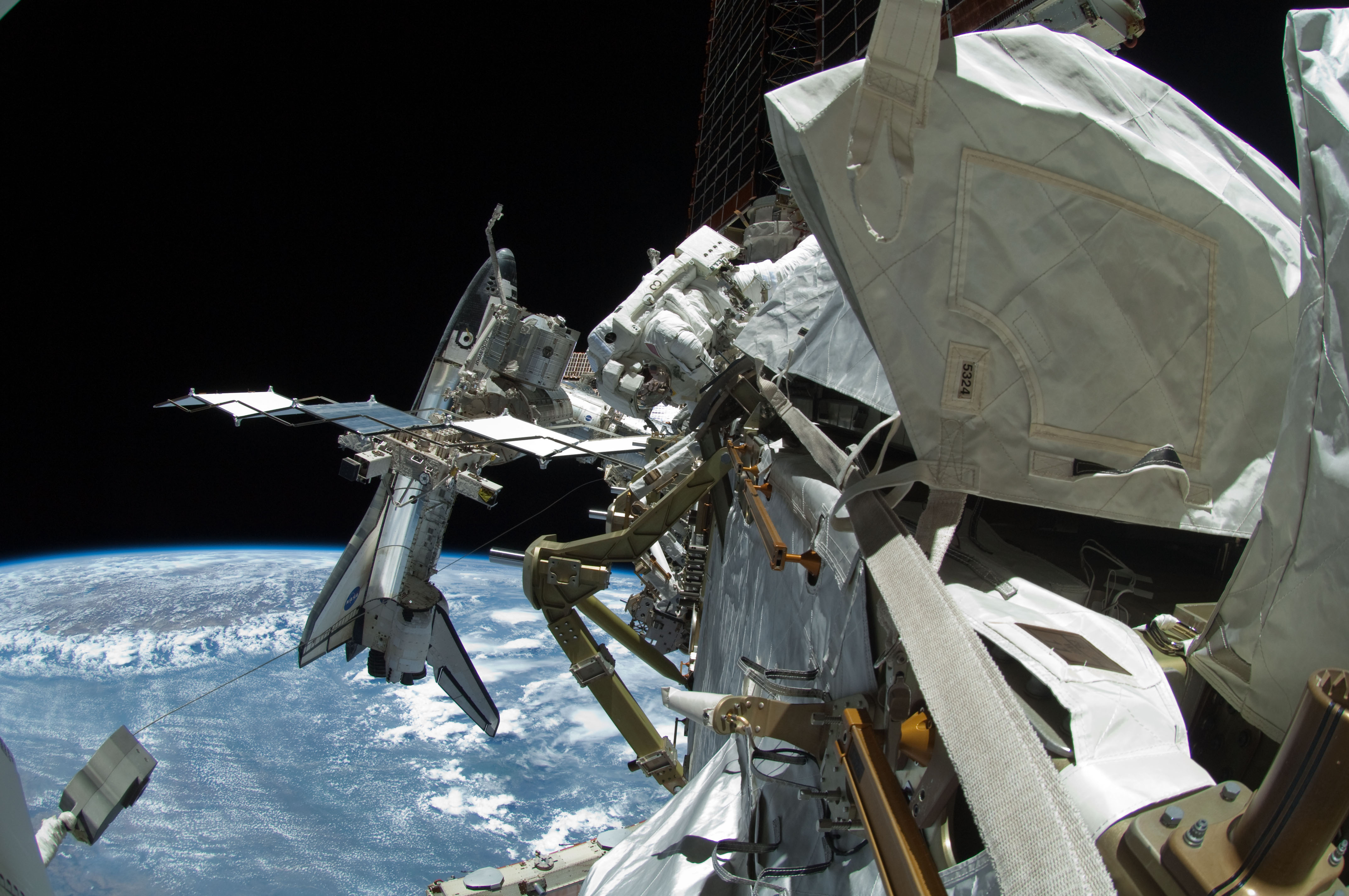
Грегорі Шемітофф у відкритому космосі

О 8:03 астронавти попрямували до сегмента «S1». О 8:19 Шемітофф почав відкручувати шість болтів, щоб зняти конектор з подовжувача. О 8:31 місце для установки коннектора — вільно. З центру управління передали, що астронавти відстають від графіка на 45 хвилин. О 9:15 заміна коннектороа на подовжувачі маніпулятора завершена. Тепер маніпулятор станції може використовувати подовжувач на повну довжину — 15 метрів. Раніше планувалося, що знятий з подовжувача коннектор мав бути поміщений у вантажний відсік шатлу, але через відставання від графіка вирішено — залишити коннектор у шлюзовому модулі станції. Шемітов вирушив до шлюзового модулю, щоб поповнити запас кисню. Потім астронавти попрямували до транспортній платформі (ELC-3) на сегменті «Р3». О 10:16 Фінк почав відгвинчувати запасний подовжувач, який доставлений на станцію на транспортній платформі. О 10:32 робота була завершена. Астронавти попрямували в шлюзовий модуль. О 11:24 астронавти повернулися в шлюзовий модуль і закрили люк.
Вихід закінчився о 11:39. Тривалість виходу склала 7 години 24 хвилини. Це був 159-й вихід у відкритий космос, пов'язаний з МКС, 248-й американський вихід, 118-й вихід з МКС. Сумарна тривалість виходів у відкритий космос Фінка склала 48 годин 37 хвилин, Шемітоффа — 13 годин 43 хвилини.
Загальна тривалість чотирьох виходів у відкритий космос здійснених під час місії склала 28 години 44. Загальний час 159 виходів у відкритий космос, пов'язаних з МКС, у яких брали участь астронавти і космонавти з США, Росії, Європейських країн, Японії та Канади, склало 1002 години 37 хвилин.
Після аналізу зображень, отриманих у ході післяполітного обстеження, оголошено, що «Індевор» може безпечно приземлятися, теплозащитное покриття не має пошкоджень, що загрожують безпеці астронавтів.

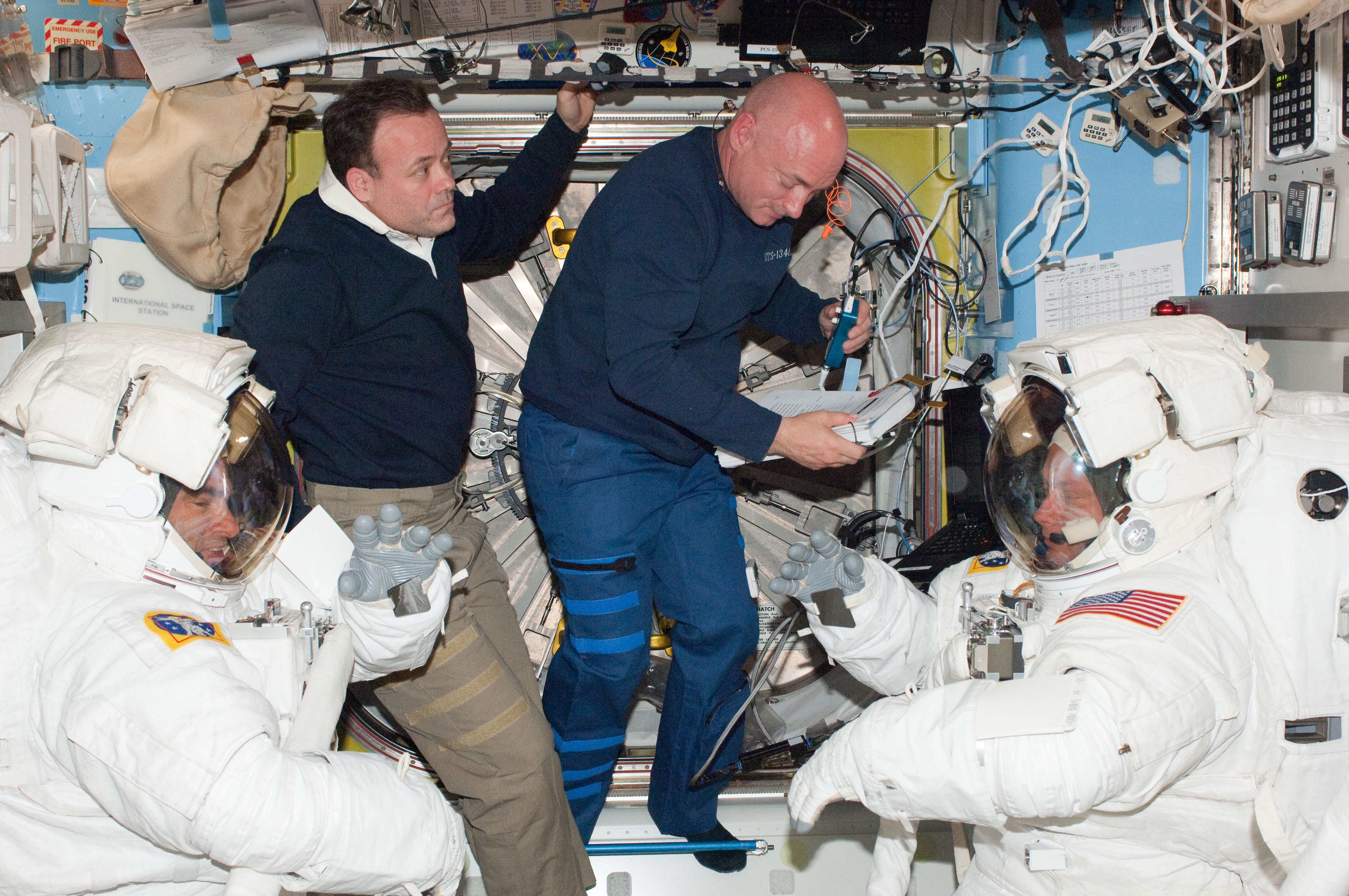
підготовка до виходу у відкритий космос в шлюзовий камері «Квест»
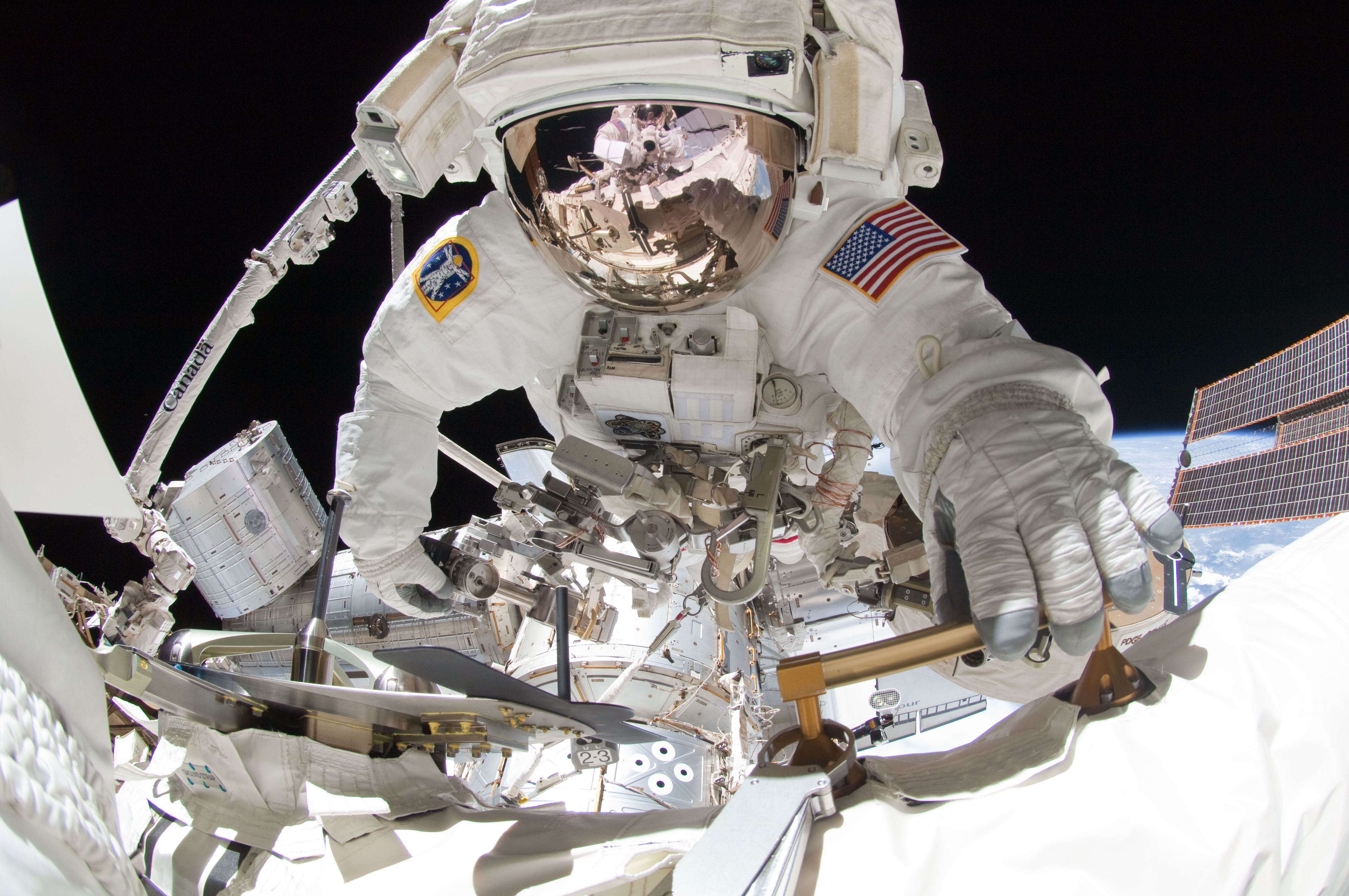
Григорій Хамітофф виходу у відкритому космос 4
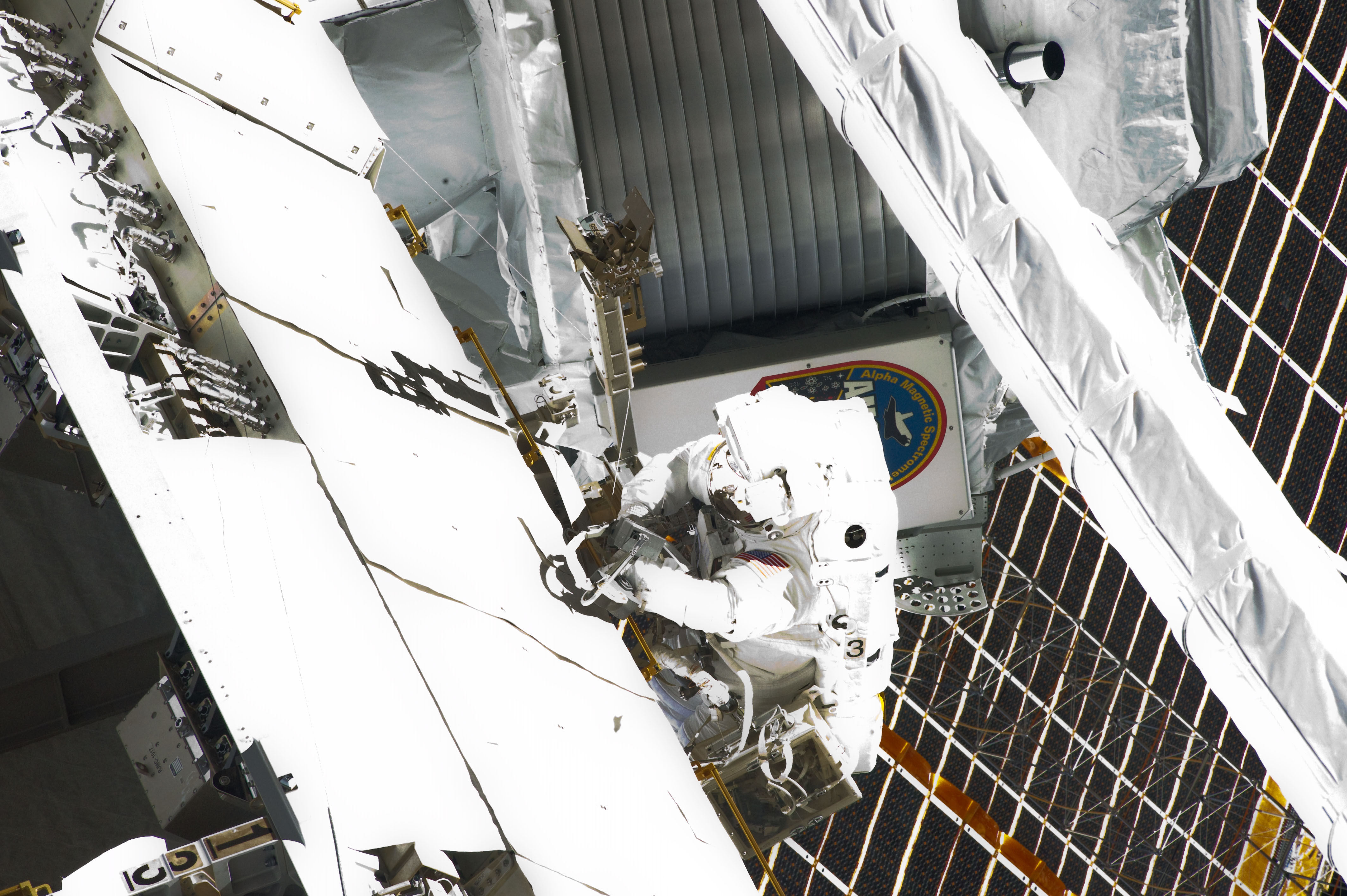
Фінк працює поза МКС під час виходу у відкритий космос 4
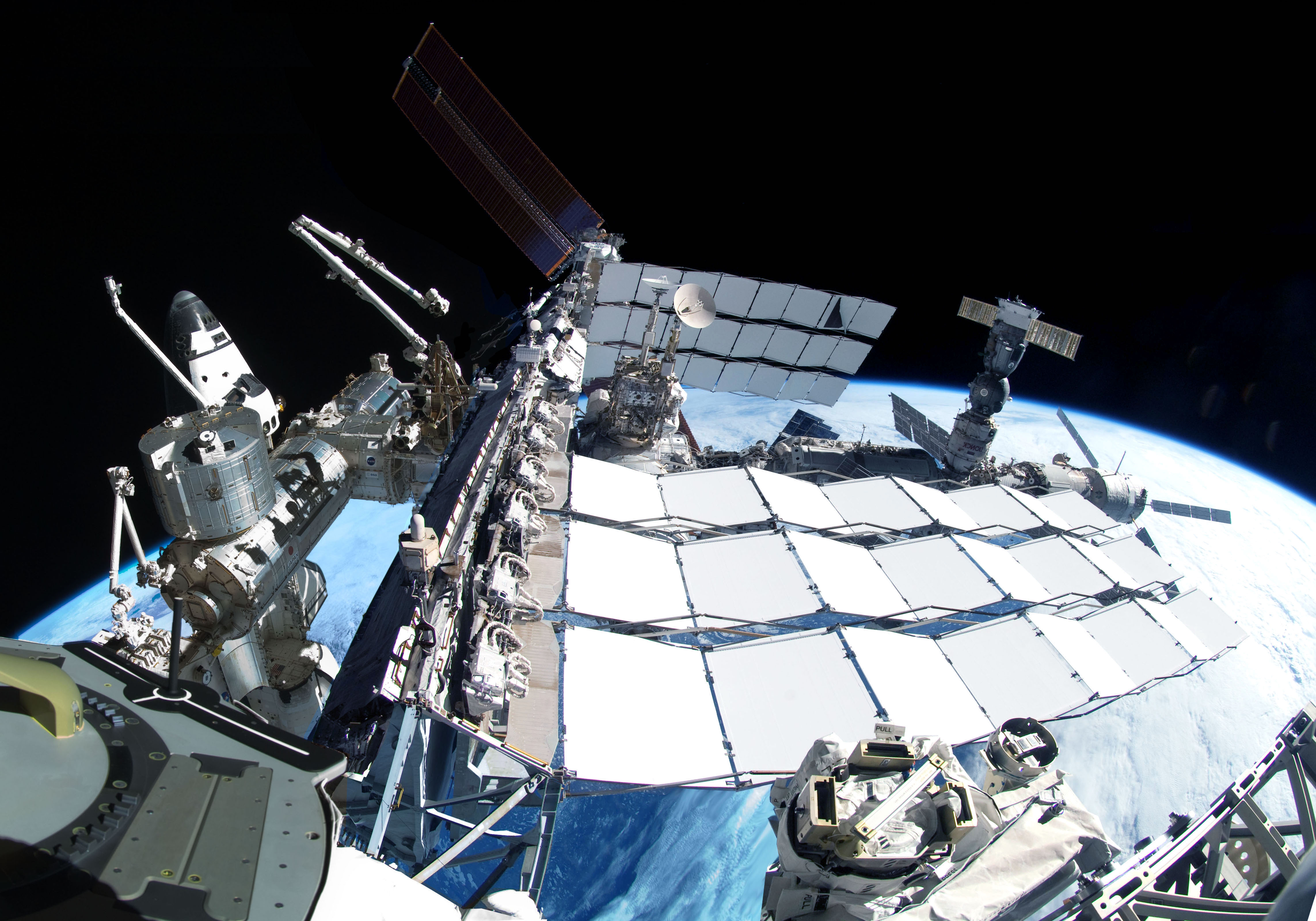
Композитний зображень, що показують вигляд всієї станції, як видно з ELC-3 під час виходу у відкритий космос 4

### Тринадцятий день польоту
27 травня 23:56 — 28 травня 15:56
О 1:15 почалася розмова командира шатла Марка Келлі і пілота Грегорі Джонсон зі студентами та викладачами університету штату Аризона.
О 12:46 Грегорі Джонсон відповідав на запитання кореспондентів телевізійних каналів штатів Мічиган і Огайо.
Астронавти займалися ремонтом системи очищення атмосфери станції від двоокису вуглецю, пакували скафандри та інструменти, які використовувалися для виходів у відкритий космос, переносили обладнання і матеріали з шатла в станцію і у зворотному напрямку.

### Чотирнадцятий день польоту
28 травня 23:56 — 29 травня 15:26
Астронавти закінчували переноску обладнання та матеріалів з шатла в станцію і у зворотному напрямку.
За допомогою двигунів «Індевора» орбіта станції була піднята на 945 м.
Підготовка до закриття люка між станцією і шатлом і до відстиковки. Незабаром після 11 астронавти шатла попрощалися з екіпажем станції. О 11:23 був закритий люк між станцією і шатлом. Люк між станцією і шатлом був відкритий протягом 10 діб 23 годин 45 хвилин.

### П'ятнадцятий день польоту
29 травня 23:26 — 30 травня 14:56
Після розстикування заплановано випробування нової системи навігації (випробування датчика для Orion Відносне зниження ризиків навігації, STORRM), яка розробляється в НАСА для наступного покоління космічних кораблів. Нова система складається з високоразрешающей камери і лазера, які розташовані у вантажному відсіку «Індевора», та програмного забезпечення. Система призначена для вимірювання відстані і швидкості зближення між двома космічними апаратами під час стиковки. Система діє на відстані від 8 км до 1,8 м. До часу розстикування, пристрій запису інформації від камери вийшло з ладу, тому камера була вимкнена.
О 3:19 комплекс шатл + МКС був розгорнутий на 180°, у положення — шатл попереду станції у напрямку руху.
Розстиковка в 12 годин. О 12:29 початок обльоту станції.
Відстиковка шатлу «Індевор» від МКС відбулася о 3:55. У цей час шатл і станція пролітали над Болівією. Загальний час у зістикованому стані склало 11 діб 17:41. Це був дванадцятий візит «Індевора» до МКС.
О 4:08 «Індевор» віддалився на 55 м від станції. О 4:10 відстань між «Індевор» і МКС становило 122 м.
О 4:22 під управлінням пілота Грегорі Джонсона «Індевор» почав традиційний кругової обліт МКС. О 4:22 «Індевор» перебував на відстані 149 м від станції. О 4:32 «Індевор» перебував над МКС. О 4:42 «Індевор» перебував позаду станції, станція і «Індевор» пролітали над В'єтнамом. О 4:55 «Індевор» перебував під станцією. У цей час «Індевор» і станція пролітали над Австралією. О 5:08 «Індевор» перебував попереду станції на відстані 213 м, і закінчував обліт станції. Були включені двигуни шатла і він віддалився від станції. О 5:34 вдруге були включені двигуни шатла і він пішов від станції. «Індевор» перебував на відстані 1800 м — позаду і над станцією. О 5:33 «Індевор» перебував за 3 км від станції. О 6:39 двигуни «Індевора» були включені і він знову почав наближатися до станції з метою тестування нової системи навігації. Повернення до станції здійснювалося під контролем системи навігації шатла, нова система використовувалася тільки для збору інформації. О 7:03 «Індевор» перебував на відстані близько 9 км (30 000 футів) позаду станції, у цей час була проведена корекція траєкторії зближення. О 7:22 «Індевор» перебував на відстані близько 5,5 км позаду станції. О 7:32 «Індевор» перебував на відстані близько 3,1 км від станції. О 8 годині «Індевор» перебував на відстані близько 1,6 км від станції. «Індевор» і станція пролітали над півднем Австралії. О 8:22 «Індевор» перебував на відстані близько 300 м під станцією. О 8:25 «Індевор» перебував на мінімальній відстані від станції — 290 м. О 8:39 були включені двигуни «Індевора» і він остаточно пішов від станції.

### Шістнадцятий день польоту
30 травня 22:56 — 31 травня 13:56
Астронавти готувалися до повернення на Землю. Вони перевіряли системи «Індевора», задіяні при приземленні, укладали інструменти та прилади.
О 1:7 почалася прес-конференція екіпажу «Індевора». Астронавти відповідали на запитання кореспондентів ABC News, CBS News, CNN, NBC News і FOX News Radio.
Прогноз погоди сприятливий для приземлення «Індевора». Згідно з прогнозом у Флориді в середу, 1 червня, очікувався вітер 3,1 м/с (6 вузлів), пориви до 5,1 м/с (10 вузлів), висота хмарного покриву 609 м.
У Каліфорнії, у районі запасного місця приземлення на військово — повітряній базі Едвардс, 1 червня очікувалася сприятлива погода.
1 червня приземлення планувалося тільки у Флориді, на злітно -посадковій смузі № 15 в космічному центрі імені Кеннеді. Можливість приземлення в Каліфорнії бралося до уваги, починаючи з четверга, 2 червня. Ресурсів шатла було достатньо для продовження польоту до 4 червня. 1 червня «Індевор» мав дві можливості приземлення у Флориді :
- Виток 248, гальмівний імпульс о 5:29, приземлення о 6:35
- Виток 249, гальмівний імпульс о 7:06, приземлення о 8:11.

2 червня «Індевор» мав дві можливості приземлення у Флориді :
- Виток 263, гальмівний імпульс о 4:20, приземлення о 5:23
- Виток 264, гальмівний імпульс о 5:56, приземлення о 6:58.

2 червня «Індевор» мав дві можливості приземлення в Каліфорнії :
- Виток 265, гальмівний імпульс о 7:26, приземлення о 8:28
- Виток 266, гальмівний імпульс о 9:01, приземлення о 10:03.

### Сімнадцятий день польоту
31 травня 22:56 — 1 червня 6:35
О 1:30 екіпаж «Індевора» розпочав останні приготування до повернення на землю. «Індевор» попереду була нічна посадка — 2:35 ночі за часом космодрому. На прямому зв'язку з екіпажем «Індевора» був капітан Баррі Вілмор.
Астронавт Фредерік Стеркоу, який на літаку Т -38 спостерігав динаміку розвитку погоди в районі космодрому, повідомив, що погодні умови залишаються сприятливими для приземлення: мінлива хмарність на висоті від 760 м до 7600 м (25000 футів), швидкість вітру 3,1 м/с (6 вузлів) пориви до 5,1 м/с (10 вузлів).
О 2:48 був закритий вантажний відсік «Індевора». О 3:57 астронавти почали надягати скафандри.
О 4:45 керівник польоту ухвалив рішення про приземлення «Індевора» на 248 витку о 6:35. О 4:45 «Індевор» пролітав над північною Атлантикою і почав свій останній виток навколо землі. Далі він рухався в бік Європи, Росії, Індії і Індійського океану. О 5:10 «Індевор» розвернувся перед гальмівним імпульсом.
Двигуни на гальмування були включені до 5:29 і відпрацювали 2 хвилини 38 секунд. «Індевор» зійшов з орбіти і кинувся до землі. О 5:45 «Індевор» пролетів над півднем Австралії. О 5:50 висота польоту — 267 км (166 миль). О 5:54 висота — 215 км. О 5:55 «Індевор» розвернувся в положення для входу в атмосферу: днищем вниз, ніс — вперед і вгору під кутом 40°. О 5:58 висота — 172 км. О 6:03 висота — 122 км, швидкість М = 25, «Індевор» увійшов у верхні шари атмосфери. О 6:08 «Індевор» перебував на висоті 80 км, за 5953 км від місця приземлення, його швидкість — 27 353 км/год і пролітав над Тихим океаном у напрямку південний захід — північний схід. О 6:11 «Індевор» перебував на висоті 72 км, за 4666 км від місця приземлення, його швидкість — 26 065 км/год. О 6:12 «Індевор» перетинає екватор, на захід Галапагоських островів. О 6:16 «Індевор» перебував на висоті 67 км, за 2500 км від місця приземлення, його швидкість — 22 526 км/год. О 6:16 «Індевор» пролетів над півднем Мексики, потім над Карибським морем західніше Куби. О 6:22 «Індевор» перебував на висоті 51 км, за 740 км від місця приземлення, його швидкість — 11 745 км/год. О 6:25 «Індевор» перебував на висоті 42 км, за 391 км від місця приземлення, його швидкість — 7400 км/год. «Індевор» досяг Флориди. О 6:29 «Індевор» перебував на висоті 22 км, за 111 км від місця приземлення, його швидкість — М = 1,9. Під управлінням Марка Келлі, «Індевор» зробив розворот на 245° і о 6:35 опустився на злітно — посадкову смугу № 15 космічного центру імені Кеннеді. Політ тривав 15 діб 17 годин 38 хвилин. «Індевор» пролетів 10,5 млн км.
О 7:20 астронавти залишили шатл і проїхали в спеціальний автобус, де вони пройшли медичний огляд. О 8:14 астронавти вийшли на ЗПС і здійснили традиційний обхід свого корабля.

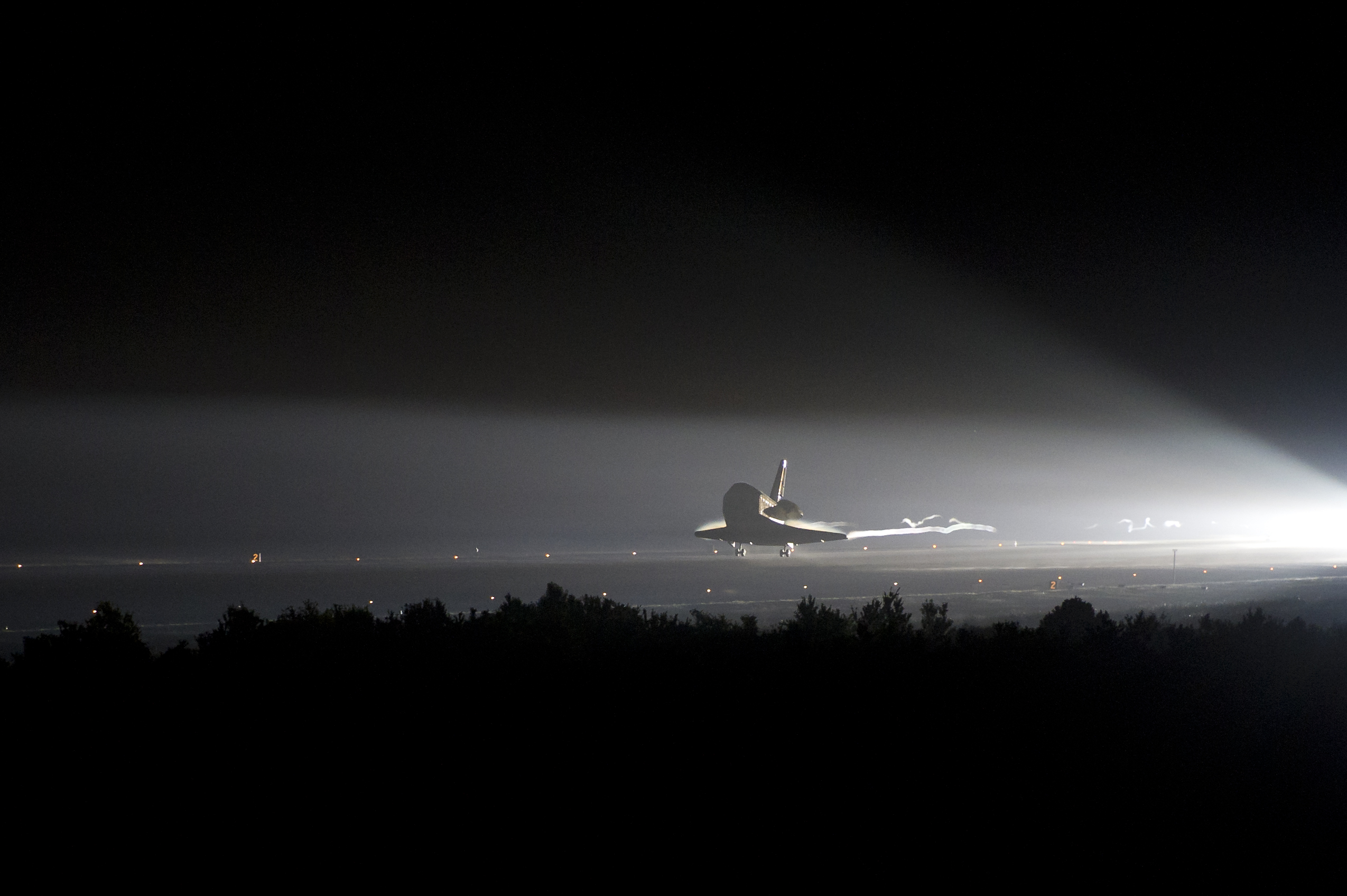
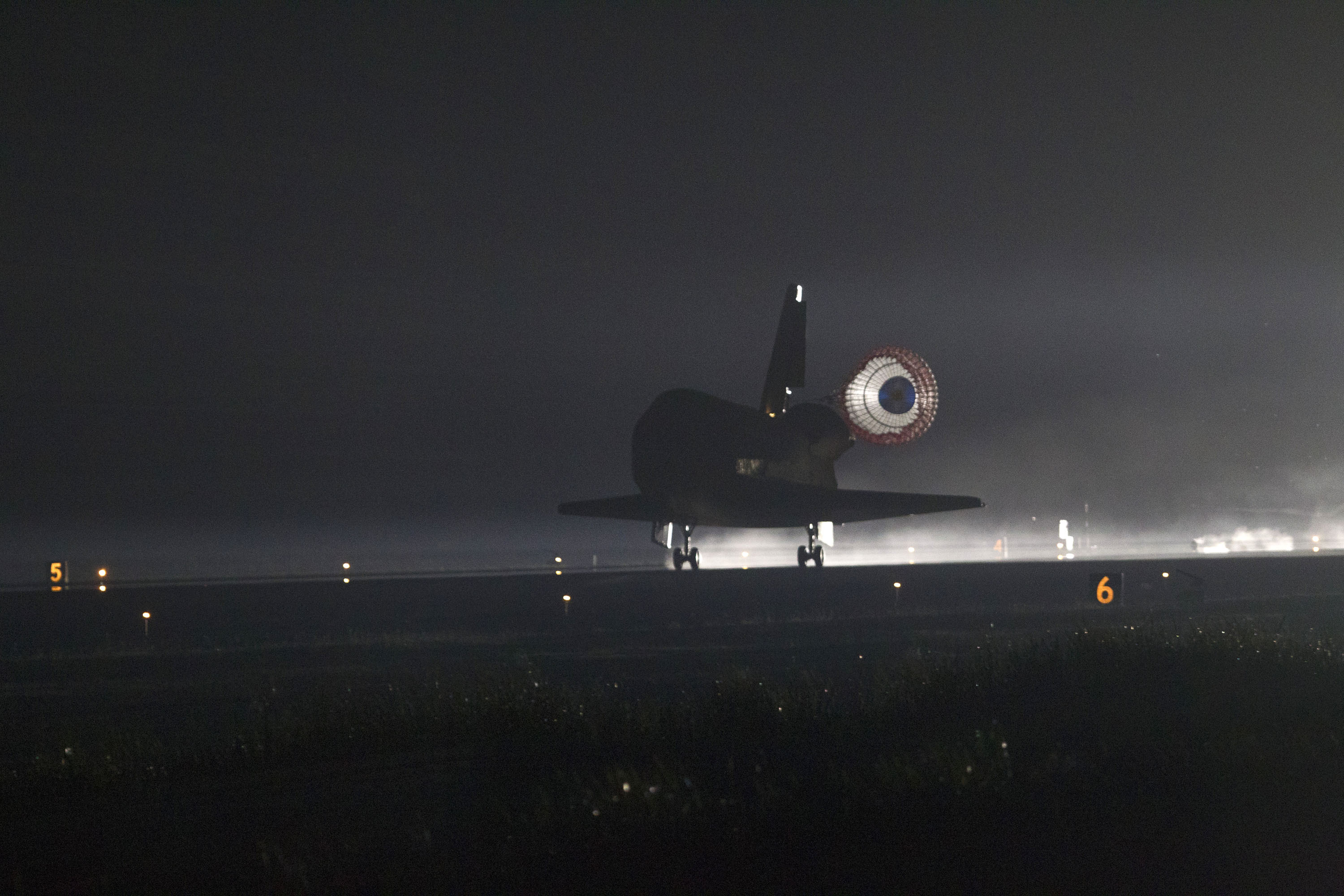
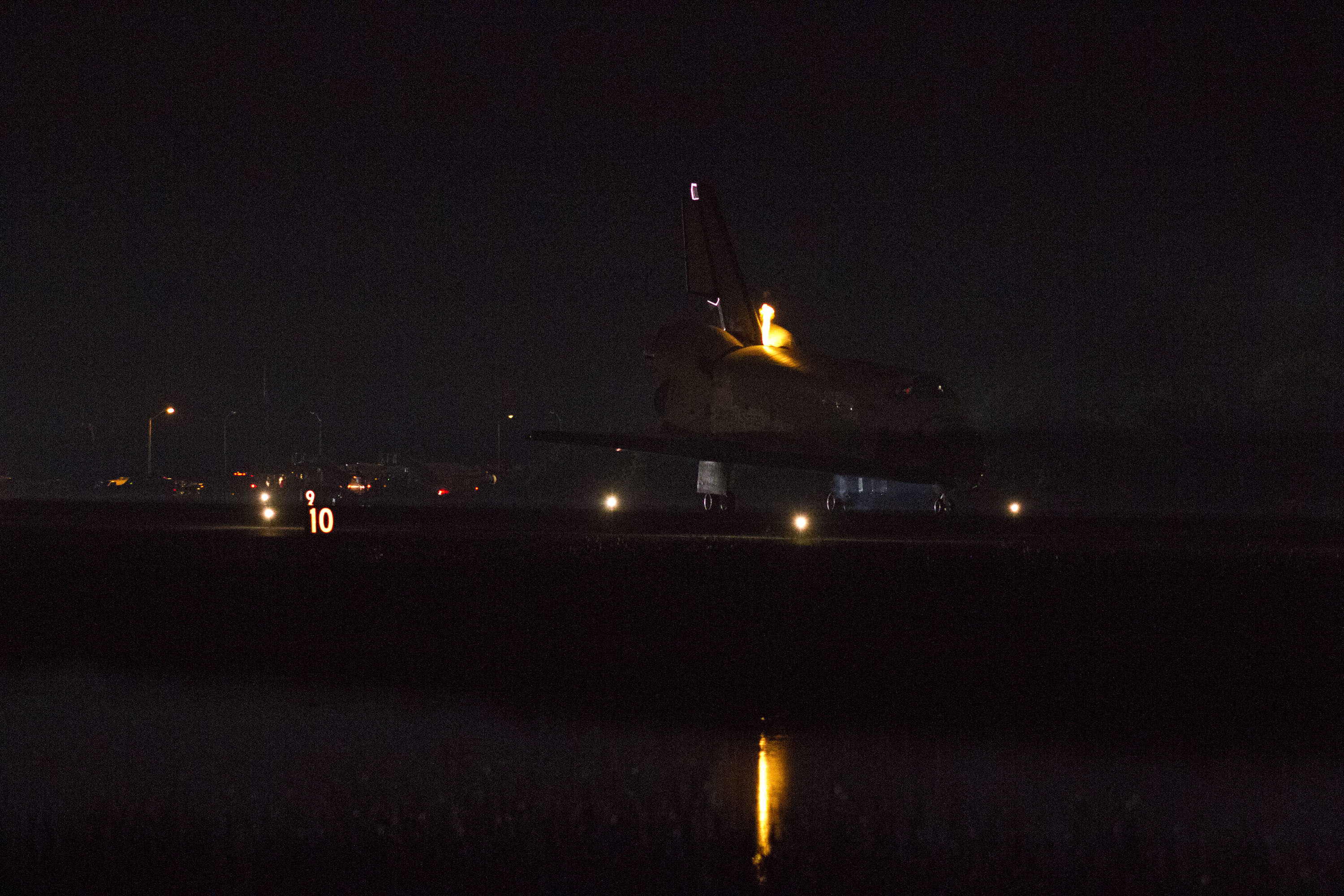
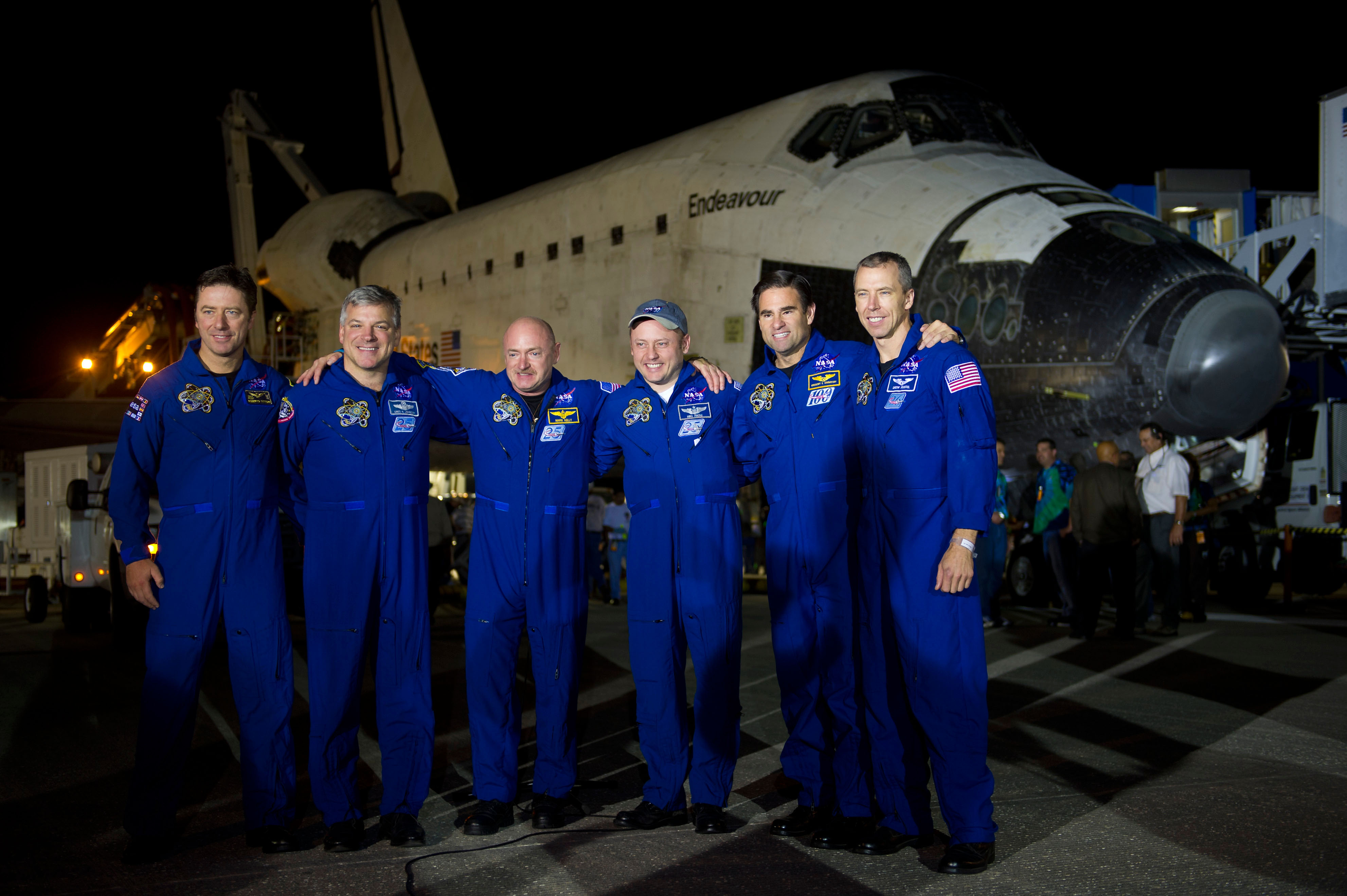

## Підсумки
«Індевор» двадцять п'ятий раз повернувся з космосу. Перший політ «Індевор» здійснив у травні 1992 року. За 25 польотів «Індевор» здійснив 4671 витків навколо землі, провів у космосі 299 діб і подолав 198 млн км.
Це був третій політ Майкла Фінка, сумарна тривалість його перебування в космосі (за три польоту) склала 381 добу 15 годин 10 хвилин (9159 годин 10 хвилин). Цей час є рекордним для американських астронавтів.
По закінченні польоту шатл «Індевор» стане на вічну стоянку в Каліфорнійському науковому центрі в Лос-Анджелесі.